# Росомаха (Marvel Comics)
Росома́ха (англ. Wolverine), настоящее имя — Джеймс Хо́улетт (англ. James Howlett), также известный как Ло́ган (англ. Logan) и Ору́жие Икс (англ. Weapon X) — вымышленный персонаж, супергерой комиксов издательства «Marvel Comics». Персонаж появился на свет в 180-м выпуске комикса «Incredible Hulk» в октябре 1974 года, был создан писателями Роем Томасом и Леном Уэйном и художником Джоном Ромитой-старшим. Персонаж быстро стал любимцем фанатов и уже с 1982 года имеет свою собственную серию комиксов.
Логан — мутант, имеющий сверхчеловеческие способности. Он обладает исцеляющим фактором, который позволяет ему выживать после тяжёлых ранений, смертельных для обычного человека. Большинство ядов и болезней также не причиняют ущерб здоровью Росомахи. Его суперспособность повышает выносливость и ловкость, обостряет чувства, замедляет старение организма. Скелет Росомахи отличается от человеческого наличием шести лезвий, похожих на кинжалы и острых, как бритва. Лезвия выдвигаются из перепонок между пальцами (в каждой руке по три лезвия). После участия в эксперименте «Оружие Икс» скелет Росомахи был покрыт неразрушимым сплавом адамантия. Росомаха — эксперт во многих видах рукопашного боя, имеет боевую подготовку, работал разведчиком, наёмником и агентом ЦРУ. Участвовал в Первой и Второй мировых войнах, воевал в Испании и Вьетнаме, великолепный тактик и стратег. Чаще всего Росомаха изображается с очень резким, бесстрашным и неукротимым характером, обладающим большой силой воли. Во вселенной Марвел-616 есть и другие персонажи, носившие имя Росомаха, их было 7: оригинальный Росомаха (Джеймс Хоулетт), новый Росомаха (Лора Кинни), Ultimate Росомаха (Джимми Хадсон), Тёмный Росомаха (Дакен Акихиро), старик Логан (Росомаха из вселенной комикса «Старик Логан», попавший во вселенную-616), Геби (клон Лоры Кинни), Оружие H (гибрид Росомахи и Халка по имени Клэйтон).
Росомаха присутствует в большинстве мультсериалов и видеоигр по Людям Икс. В серии фильмов о Людях Икс от 20th Century Fox его играет Хью Джекман. Трой Сиван сыграл молодую версию Хоулетта в фильме «Люди Икс: Начало. Росомаха» (2009). Персонаж был высоко оценён во многих списках: в мае 2008 года Росомаха занял первое место в списке «200 лучших персонажей комиксов всех времён» по версии журнала «Wizard», в июле 2008 года персонаж занял четвёртое место в списке «50 лучших персонажей комиксов» по версии журнала «Empire», уступив Супермену, Бэтмену и Джону Константину и в мае 2011 года занял четвёртое место в списке Сто лучших персонажей комиксов всех времён по версии IGN, уступив Супермену, Бэтмену и Человеку-Пауку.

## История публикаций
В 1974 году тогдашний главный редактор Marvel Рой Томас предложил сценаристу Лену Уэйну проработать идею персонажа, конкретно названного Росомахой — канадца по происхождению и соответствовавшего своему имени жёстким нравом. Художник Джон Ромита-старший разработал первый костюм Росомахи и ввёл идею со втягивающимися когтями, о чём он [Ромита-старший] вспоминает следующее:

Когда я придумываю дизайн, мне нужно, чтобы он был практичным и функциональным. Я думал: если у человека такие когти, как он тогда ковыряется в носу или зашнуровывает ботинки?Оригинальный текст (англ.)When I make a design, I want it to be practical and functional. I thought, 'If a man has claws like that, how does he scratch his nose or tie his shoelaces?
Первое появление Росомахи состоялось на последней панели комикса The Incredible Hulk № 180 (октябрь 1974 года), подготовленного Уэйном вместе с художником Хербом Тримпом. Персонаж затем несколько раз появлялся в рекламных материалах к публикациям Marvel, прежде, чем сделать полноценный дебют в комиксе The Incredible Hulk № 181 (ноябрь 1974 года), который, как и предыдущий, был подготовлен дуэтом Уэйна и Тримпла. В своём интервью 2009 года Тримпл говорил, что «отчётливо помнит» наброски Ромиты и что, по его словам, Уэйн и Ромита «сшили в единое целое монстра, и это шокировало [его]». Далее Тримпл говорит, что первоначально это должен был быть персонаж второго или третьего плана, который появлялся в конкретном выпуске без каких-либо перспектив в будущем. В то же время Тримпл отвергает какую-либо причастность себя к созданию образа Росомахи.
Введение персонажа было воспринято первоначально весьма двусмысленно, потому как раскрывало весьма мало информации о нём, помимо его работы на правительство Канады. В кадре Росомаха не втягивает свои когти, хотя Уэйн изначально рассматривал их втягивающимися. Позднее он кратко появляется в конце комикса The Incredible Hulk #182.
Следующее появление Росомахи состоялось в 1975 году в комиксе Giant-Size X-Men #1, подготовленном Уэйном вместе с художником Дэйвом Кокрумом, в котором Росомаха в числе прочих был набран в состав новой команды Людей Икс. Художник Джил Кейн, подготовивший обложку, неправильно нарисовал маску Росомахи, дав ей заметно большего размера характерные насадки-«уши», что, однако, понравилось Кокруму, полагавшему на схожесть с маской Бэтмена и введшему этот образ в свою работу. Кокрум же впервые изобразил Росомаху без маски, и в итоге его характерная причёска стала атрибутом персонажа.
Далее последовал перезапуск серии X-Men, начиная с 94-го выпуска, написанного Крисом Клермонтом и иллюстрированного Кокрумом. Первое время фигура Росомахи затмевается другими членами команды, хотя он и создаёт некоторое напряжение ввиду его чувств к Джин Грей и связанных с этим стычек с её возлюбленным Скоттом Саммерсом. По мере продолжения серии, Клермонт и Кокрум (предпочитавший Росомахе Ночного Змея) подумывали исключить персонажа из серии, но пришедший на смену Кокруму Джон Бёрн отстоял персонажа, объясняя, будучи сам канадцем, что не желал исключения из команды персонажа-канадца. Основой для изображения Росомахи Бёрном стал образ героя Пола Д’Амато из фильма «Удар по воротам» 1977 года. Бёрн также создал Отряд Альфа — группу канадских супергероев, посланных схватить Росомаху из-за затрат, вложенных правительством Канады на его тренировку. В последующих сюжетах постепенно стало известно о тёмном прошлом Росомахи и его нестабильном характере, который он старается удержать в себе. Бёрн также разработал коричнево-золотой костюм для Росомахи, но сохранил характерный капюшон, введённый Кокрумом.
Последняя серия комиксов про Росомаху была издана в 2014 году и называлась «Смерть Росомахи».
В 2015 году вышла серия комиксов «Старик Логан», связанная с серией «Секретные Войны», которая рассказывает о том, как Росомаху заменил его двойник из параллельной реальности.
В 2015 году вышла серия «Новый Росомаха», где клон Логана Лора Кинни заняла его место после его смерти.
В 2015 году вышли две серии комиксов, посвящённые Росомахе — «Наследие Логана» и «Росомахи».
В 2017 году вышел комикс «Люди-Икс: Синие», где Росомаху заменяет его сын из параллельной вселенной Джеймс Хадсон.
В 2017 году вышел первый выпуск комикса «Марвел: Наследие», в котором спустя три года Росомаха восстал из мёртвых.
В сентябре 2018 года вышел комикс «Возвращение Росомахи», в котором рассказывается, кто и как воскресил Логана Росомаху.

## Биография

### Ранние годы
Жизнь Джеймса Хоулетта началась в Колд-Лейк, Альберта, Канада, где-то между 1882 и 1885 годами. Он родился незаконнорождённым сыном Элизабет Хоулетт (которая была замужем за Джоном Хоулеттом, владельцем крупного поместья) и садовника Хоулеттов, Томаса Логана. В детстве Джеймс был особенно хрупким мальчиком и склонным к приступам аллергии. Его мать в значительной степени пренебрегала им. Некоторое время мать находилась в психиатрической больнице после смерти её первого сына, Джона Хоулетта-младшего в 1897. Джеймс постоянно находился под давлением своего деда, мистера Хоулетта, который считал, что Джеймсу требуется постоянные наказания сильной рукой, чтобы его воспитывали должным образом.
Джеймс провёл большую часть своих ранних лет на территории поместья Хоулеттов с двумя друзьями, которые жили в поместье вместе с ним: Роуз О’Хара, рыжеволосая ирландская девушка, которую привезли из города, чтобы она была компаньонкой юного Джеймса, и мальчик по прозвищу «Дог», сын Томаса Логана (и сводный брат Джеймса). Дети были близкими друзьями, но, когда они достигли подросткового возраста, жестокое обращение Томаса с Догом исказило его разум. Однажды Дог чуть не изнасиловал Роуз, о чём Джеймс сообщил своему отцу. В отместку Дог убил щенка Джеймса, что привело к изгнанию его и Томаса из поместья.
Томас, в пьяном угаре и вооружённый дробовиком, вторгся в поместье Хоулеттов со своим сыном и попытался забрать с собой свою бывшую возлюбленную Элизабет. Джон Хоулетт-старший попытался остановить его, но Томас хладнокровно выстрелил ему в голову. Джеймс, который только что вошёл в комнату, когда это произошло, бросился к мёртвому телу Джона. В итоге его мутация проявилась: костяные когти вытянулись из тыльной стороны его рук, и Джеймс напал на злоумышленников с нехарактерной для него свирепостью, убив Томаса и оставив на лице Дога три шрама от когтей. Уже будучи эмоционально неуравновешенной женщиной после смерти своего первого сына, Элизабет, увидев, что её сын превратился в монстра, прогнала Джеймса и сразу же застрелилась из пистолета Томаса.
Джеймс с помощью Роуз решил сбежать из особняка после того, как Дог рассказал полиции и дедушке Хоулетта, что именно Роуз убила Джона и Элизабет Хоулетт. Дуэт решил обратиться за помощью к дедушке Джеймса, который дал им немного денег и велел убегать. Затем дуэт укрылся в каменоломне в Британской Колумбии под видом двоюродных братьев. Джеймс также принял имя «Логан», чтобы скрыть свою личность. Здесь Логан стал одним из самых уважаемых шахтёров за свою тяжёлую работу и в конечном итоге получил прозвище «Росомаха». Но у Логана был конфликт с поваром Куки Мэлоуном, который издевался над Джеймсом, пока на помощь не пришёл форман Смитти.
Со временем силы Логана росли: он становился сильнее, его исцеляющий фактор постепенно удалял травмирующие воспоминания о его детстве, он принял свою дикую природу и начал охотиться со стаей волков. В течение этого периода Логан испытывал сильные чувства к Роуз, но не мог открыть их из-за маскировки как кузенов. Смитти, который все эти годы был наставником Логана, также сблизился с Роуз, и в конце концов они влюбились друг в друга и обручились, к большому презрению и удивлению Логана, который позже смирился с ситуацией ради счастья Роуз.
Когда Логан принял решение Роуз и убедился, что она и Смитти могут покинуть шахту и жить мирной жизнью, Дог из прошлого Логана вернулся в поисках мести. Тот напал на Логана и начал избивать его на глазах у Роуз, но в разгар драки Логан наконец вспомнил, кто такой Дог и что произошло в ту ночь в особняке Хоулеттов. Затем он победил Дога и собирался убить его своими когтями, но Роуз попыталась остановить Логана и случайно была пронзена когтями Логана, которые убили её. Поражённый горем и чувством вины за смерть своей первой любви, Логан сбежал в близлежащий лес, где какое-то время жил в добровольном изгнании со стаей волков. Логан также несколько раз пытался покончить с собой за то, что он сделал с Роуз, но его исцеляющий фактор всегда возвращал его к жизни.
В последующие годы Логан снова сталкивался с Догом, где последний пытался убить его в шахте раз и навсегда, но нашёл там несколько странных алмазов, которые телепортировали его в будущее, где он провёл годы, готовясь отомстить своему сводному брату. Затем Логан столкнулся с самой Смертью и встретил Натаниэля Эссекса, который был одержим мутациями и самим Логаном. Также Хоулетт столкнулся с мутантами Кларой и Солом Кридами, где последний вместе с промоутером цирка Хьюго сделал Логана новой достопримечательностью цирка. Позже Эссекс убил Хьюго и забрал Логана для опытов, но Криды освободили его. Солу не нравилось влечение Клары к Джеймсу и он выдал его Натаниэлю, который послал Мародёров за Логаном. В драке Логан случайно «убивает» Клару, а позже узнав в лаборатории Эссекса о предательстве Сола, Логан нападает на него. Несмотря на мольбы вернувшейся Клары, Логан топит Сола в чане и уходит оттуда, больше никогда не втречая Клару.
Позже Логан встретил Виктора Крида, который хотел отомстить за то, что Хоулетт сделал с Солом и Кларой. Виктор нашёл, схватил и отправил Логана в Институт Рейвенкрофт, где Натаниэль Эссекс снова пытал его и ставил над ним эксперименты, но благодаря помощи доктора Клодии Рассел Логану удалось сбежать.
В это время бессмертное существо Ромулус, которое десятилетиями использовало и манипулировало членами семьи Хадсонов (семьи матери Логана), проявил интерес к Логану.

### Смерть Сильверфокс
Позже Логан, под руководством Ромулуса, отправился в Японию и Мадрипур, где он впервые встретился c Серафимой (которая работала на Ромулуса), противостоял клану ниндзя Рука и снова столкнулся с Виктором Кридом, теперь называющим себя Саблезубым, который также работал на Ромулуса.
Позже в какой-то момент Логан отправился в пограничное племя в Канадских Скалистых горах и встретил молодую индианку по имени Сильверфокс, в которую Хоулетт влюбился. Они жили в одной хижине какое-то время счастливо. В день рождения Логана Саблезубый, предположительно по приказу Ромулуса, жестоко напал на Сильверфокс, изнасиловал её и оставил умирать, что стало первым из многих «сюрпризов» от Крида на день рождения. Разъярённый Логан сразился с ним в баре, но потерпел поражение и чуть не погиб. Затем Саблезубый манипулировал диким и безмозглым Логаном, заставив его поверить, что жители соседнего города приказали убить Сильверфокс, что побудило Логана убить жителей города и попасть под контроль Ромулуса.

### Бессмертный воин
В годы, последовавшие за смертью Сильверфокс, Логан путешествовал по всему миру, где он был солдатом, наёмником, убийцей, преступником, шпионом и самураем, сражаясь в Первой и Второй Мировых войнах, а также участвовал в гражданской войне в Испании и занимался перевозкой алкоголя во время Сухого закона. Позже Логан встретил лорда Огуна, который стал сенсеем и отцовской фигурой для Хоулетта, а также сражался против Натальи Романовой, которую Логан обучал боевым искусствам, столкнулся с охотником на вампиров Эриком Бруксом, которого Логан спас от вампира и встретился с коллегой-наёмником Юджином Джаддом и солдатами Баки Барнсом, Ником Фьюри и Капитаном Америкой. Логан также встретил нескольких людей, которые стали одними из его самых яростных врагов: Кибера, Мистик (с которой он неудачно ограбил банк в Канзас-Сити в 1921 году), Ядерную Бомбу и Кровавого Крика.
После окончания Второй Мировой войны Логан, по совету Огуна, искал искупления за свои прошлые действия в японских водопадах Жасмин, где он учился с Бандо Сабуро, чтобы стать мужчиной и оставить свою воинственную натуру позади. Здесь Хоулетт влюбился в местную женщину по имени Итсу. Они поженились и зачали ребёнка, что наполнило Логана радостью, но Итсу была убита Баки Барнсом с промытыми мозгами, который был тогда известен как Зимний Солдат, по приказу Ромулуса.
Полагая, что его жена и ребёнок мертвы, Логан исчез. Чтобы отомстить за их смерть, он отправился к бессмертному кузнецу по имени Мурамаса, который использовал частичку души Логана, чтобы выковать могучий клинок, который Логан заберёт годы спустя. Затем организация Ромулуса схватила Логана и снова промыла ему мозги, а Ромулус забрал ребёнка из утробы Итсу, который выжил благодаря исцеляющему фактору, унаследованному от отца и был усыновлён японской парой. Этого ребёнка звали Акихиро, но в конце концов он взял имя «Дакен», что означает «собачий выродок».

### Команда Икс
К 1961 году Логан, теперь известный как Росомаха, присоединился к проекту «Оружие Икс», части программы «Оружие Плюс», которая была создана для борьбы с угрозой мутантов. Затем он был включён в команду секретных операций, управляемой ЦРУ, под названием Команда Икс. В неё вошли Логан, Саблезубый, Сильверфокс (которая на удивление оказалась живой и не помнила о времени, проведённом с Логаном), Маверик, Кестрел и Мастодон. За это время Логан и другие получили имплантацию памяти с помощью постановочных сценариев, телепатических манипуляций Альдо Ферро и других технологий.
В 1966 году Логан помог Нику Фьюри разобраться с Сим-Солдатами во Вьетнаме, где он обнаружил существование инопланетной жизни и впервые был одержим симбиотом.
В начале 1968 года Росомаху вызвали для доклада в учреждение, расположенное в Далласе, штат Техас, где в него выстрелили пулями из карбонадия, что замедлило его исцеляющий фактор, чтобы Оружие Икс или Ромулус могли знать, как убить Хоулетта. Пули были извлечены, но Логан проснулся раньше, чем ожидалось и восстановил свои воспоминания впервые за много лет. Логан пытался сохранить секрет, и он встретился с Командой Икс в Берлине, куда они были отправлены, чтобы украсть Синтезатор Карбонадия, тем самым саботировав программу русского суперсолдата и спасти Дженис Холленбек, двойного агента. После извлечения устройства команда подверглась нападению Красного Омеги, российского суперсолдата. Во время побега команды Саблезубый, очевидно, зная, что Росомаха восстановил свои воспоминания, убил Дженис, чтобы усилить убеждение Росомахи в том, что невинные люди умирают, когда он переступает границы Ромулуса. В конце концов, Команде Икс удалось сбежать с Красным Омегой, но, Синтезатор Карбонадия был потерян. На самом деле у Росомахи и был Синтезатор, но он решил скрыть его от остальной команды. После этого события Логан покинул Команду Икс в конце 1968 года.

### Департамент K
После ухода из Команды Икс, Росомаха присоединился к Департаменту K, секретному подразделению Министерства национальной обороны Канады, связанный с Оружием Икс. Базируясь в Оттаве, он сотрудничал с Нилом Ланграмом и снова работал с Ником Фьюри, теперь высокопоставленным агентом ЦРУ, а также с Ричардом и Мэри Паркерами (родители Питера Паркера, он же Удивительный Человек-Паук).
Несколько лет спустя Ланграма разыскивали для присоединения к Клубу Адского Пламени, но он отказался, а затем был убит Саблезубым, нанятым в качестве наёмника. Росомаха и Кэрол Дэнверс, молодая американская шпионка, провели расследование и проникли в Министерство национальной обороны Канады, а точнее в сверхсекретное агентство по исследованиям и разработкам, которое находилось на ранней стадии развития и было спрятано в подвале огромного правительственного комплекса: Департамент H. Внутри они обнаружили список из нескольких имён под названием «Повестка Мутантов», и, что ещё более тревожно, в нём были имена Логана и его мёртвого партнёра Нила.
Затем Логан и Кэрол решили разыскать доктора Перри Эдвардса, который написал книгу о появлении сверхлюдей и чьё имя было в верхней части списка. Дуэт нашёл его в Нью-Йорке и смог спасти его от покушения, а затем они рассказали ему, что нашли. Эдвардс не был удивлён и объяснил им, что обнаружил существование генетически превосходящих существ, которые жили среди них: мутантов. Но что более важно, он также обнаружил, что некоторые из этих мутантов не были доброжелательными и планировали убить всех членов внутреннего круга Клуба Адского Пламени в поисках власти, но для этого им нужно было сохранить существование мутантов в секрете.
После проникновения в Клуб Адского Пламени, Себастьян Шоу и Саблезубый заманили Логана и Кэрол в канадский Клуб Адского Пламени, где Крид столкнулся с ними. Узнав, что Саблезубый убил Перри Эдвардса и нескольких правительственных чиновников, чтобы убедиться, что существование мутантов не может быть раскрыто общественности, Виктор рассказал Росомахе подробности о намерении Клуба вести войну между мутантами и людьми. Саблезубый пытался убить Логана, и во время их боя он сказал Хоулетту, что ему пора признать правду: он такой же мутант, как и он, и именно поэтому он так одержим мутантами.
Логан понял, что Саблезубый был тем, кто убил Ланграма, продолжил противостоять своему врагу, ударив его своим мечом. Несмотря на тяжёлую травму, Саблезубый не закончил, и он решил разбомбить объект, но Логан и Кэрол смогли вовремя сбежать. Сам Виктор выжил, а позже сбежал. После этого приключения пути Логана и Кэрол разошлись, но после того, как он начал говорить об этом заговоре с Министерством обороны и после того, как во время этого приключения он ворвался в Департамент H и Клуб Адского Пламени, репутация Логана теперь была запятнана в его стране. В результате он попытался забыть о проблеме мутантов и решил отправиться на Юкон.
Но Логана всё ещё беспокоили откровения Саблезубого, и он начал проявлять болезненную озабоченность текущими скандалами с «мутантами». Что ещё хуже, естественная мутация Логана начала сказываться на его разуме примерно в то же время, вызывая у него кошмары и видения каждую ночь, вплоть до того, что он сошёл с ума и стал диким. В результате Логан начал злоупотреблять наркотиками и алкоголем. Это самоубийственное поведение привело к тому, что однажды Логан случайно застрелил коллегу-агента на стрельбище, в результате чего он был уволен из Департамента К и решил покинуть Канаду.

### Эксперимент «Оружие Икс»
В какой-то момент, перед отъездом из Канады, находясь в Lotus Seven, Логан был накачан торазином, избит и похищен группой вооружённых людей из проекта «Оружие Икс», по приказу Ромулуса. Профессор Труэтт Хадсон, доктор Абрахам Корнелиус и доктор Кэрол Хайнс начали осматривать Логана, пока он плавал в защитном резервуаре. Скелет Логана, включая его когти, был соединён с неразрушимым металлом, известным как адамантий, что сделало его неразрушимым и похоронило его личность под самым интенсивным промыванием мозгов, которому он когда-либо подвергался.
Затем Логана подвергли глубокому гипнозу, сказав ему, что он не человек и не личность. Доведённый до почти безмозглого состояния, Логан был вынужден Оружием Икс убить каждого жителя маленького городка Роанок в качестве испытания. Логан оказался слишком сложным для управления программой Оружия Икс, и через некоторое время он впал в ярость берсерка и сбежал с объекта, убив почти всех, кроме профессора Хадсона, доктора Корнелиуса, доктора Хайнса и Малкольма Колкорда, который позже стал директором новой программы Оружия Икс. Неизвестный Логану в то время Зимний Солдат помог ему сбежать от своих похитителей.
В результате того, что его кости и когти были пропитаны адамантием, естественная мутация Росомахи, которая медленно превращала его в дикого, была введена в ремиссию, поскольку адамантий вызвал химические изменения в его теле. В результате этого эксперимента, препятствующего его естественной эволюции, лечебный фактор Росомахи был ослаблен, и он исцелялся медленнее, чем раньше.

### Встреча с Халком и присоединение к Людям Икс
Блуждая по лесу, Логан в конце концов был обнаружен Хизер и Джеймсом «Маком» Хадсонами, молодой парой, проводящей медовый месяц в Скалистых горах. Логан напал на них, но был подстрелен Джеймсом. Пока он выздоравливал, Джеймс восстановил свою человеческую личность, чтобы ужаснуться своими когтями, полагая, что это искусственные имплантаты. После восстановления своих умственных способностей с помощью Хадсона, Логан стал сотрудником канадского Департамента H — правительственного агентства, ориентированное на сверхлюдей, основанное Джеймсом Хадсоном.
Через некоторое время канадские военные мобилизовались для борьбы с Халком, но Росомаха получил приказ от Ромулуса привлечь внимание в качестве неизвестной стороны, сражаясь с Халком. В итоге Росомаха начал битву с Халком и Вендиго.
Скорость и манёвренность Росомахи оказались достойными соперниками для двух неуклюжих силовиков, но, поняв, что Халк более грозный противник, он сменил тактику. Объединившись с Бэннером, чтобы уничтожить Вендиго, Халк отбросил того в заросли деревьев, а Росомаха нанёс завершающий удар. Брюс и Логан продолжали сражаться, и в итоге Халк настолько разозлился, что адамантиевые когти Росомахи не смогли пробить его кожу, а в завершении Бэннеру удалось временно нокаутировать Росомаху. Быстро поднявшись на ноги и несмотря на его протесты продолжать борьбу с Халком, Росомахе было приказано вернуться в Департамент H, в то время как Брюс был оглушён газовой бомбой и захвачен в плен.
Затем Росомаха провёл месяцы, выполняя несколько шпионских миссий, пока к нему не пришёл Чарльз Ксавьер, привлечённый борьбой Логана с Халком (как и ожидал Ромулус) и поиском мутантов. Ксавьер вербовал мутантов, чтобы помочь своим ученикам Людям Икс сбежать с острова, известного как Кракоа. В итоге Росомаха уволился из Департамента H, чтобы сопровождать Профессора Икса и спасти пленных Людей Икс.
Вскоре после этого Росомаха, следуя инструкциям Ромулуса, попытался убить Ксавьера, но Чарльз сломал власть Ромулуса над Логаном, заблокировав эффекты его программирования. После того, как Кракоа был побеждён, Росомаха решил остаться с Людьми Икс в Институте для одарённых подростков вместе с другими новобранцами: Шторм, Ночным Змеем, Колоссом, Буревестником и Банши, так как первоначальные участники ушли, чтобы продолжить нормальную жизнь.
Логан оставался с Людьми Икс довольно долго, но между ним и Циклопом росло соперничество. Одной из причин этого соперничества было то, что Росомаха влюбился в подругу Скотта, телекинетика-телепата Джин Грей, которая вскоре присоединилась к команде. Несмотря на то, что он поначалу скептически относился к надежде Ксавьера на мирное сосуществование мутантов и людей, Росомаха начал уважать его идеалы, решимость и цели, превратившись в лояльного и надёжного члена Людей Икс. Росомаха также подружился с Ночным Змеем, Колоссом и Шторм.

### Встреча с Марико
Когда Люди Икс отправились в Агарасиму (Японию), Логан встретил леди Марико Ясиду и помог её двоюродному брату, мутанту Солнечному Огню в битве с Мозесом Магнумом. Хотя она не смогла ответить взаимностью на его чувства, Росомаха влюбился в леди Марико, наследницу чрезвычайно могущественной семьи якудза в Токио. Поначалу напуганная, Марико вскоре успокоилась благодаря Росомахе, которого привлекло её мягкое поведение, и позже пара влюбилась.
После того, как он внёс первые изменения в свой костюм и отправился в Канаду, чтобы исправить ситуацию с Отрядом Альфа и Департаментом H, Логан начал расследовать возвращение своих писем от Марико и обнаружил, что она была замужем за жестоким мужем, Нобуру Хидеки. Логан намеревался убить её мужа, но был накачен наркотиками и вызван на дуэль на деревянных мечах отцом Марико, лордом Сингеном. Во время дуэли Логан был жестоко избит и унижен перед Марико из-за отравления и использования Сингеном смертельных точек давления. Затем Логан бросил меч и обнажил свои когти, только для того, чтобы его избили ещё больше и почитали как «животное, принявшее вид человека» за использование смертельной силы в нелетальной дуэли. Этим поступком Логан опозорил себя перед Марико и был выброшен на улицу, где его спасла Юкио, позже его близкий друг, а иногда и любовница. После нападения Руки Юкио манипулировала Логаном, заставляя его помогать ей, что привело к ещё большему смущению перед Марико.
Осознав весь обман, Логан вступил в бой с Сингеном. После того, как Юкио убила мужа Марико, Росомаха был вынужден убить отца Марико на дуэли. После этого Марико дала Логану меч клана Яшида Масамунэ, заявив, что он достоин его. Выкованный 800 лет назад верховным кузнецом Масамуне, священный клинок олицетворял всё лучшее и благородное в семье и самурае, который им владел. После смерти её отца и мужа Марико была назначена главой клана Яшида. Логан остался с ней, и позже они объявили о своей помолвке.
Перед свадьбой Гадюка и сводный брат Марико, Серебряный Самурай отравили Людей Икс и сразились с Логаном, чтобы вырвать контроль над кланом Яшида у Марико. Сначала Росомаха пришёл в ярость, увидев, что Шельма присоединилась к Людям Икс, но та завоевала уважение Логана после спасения жизни Марико, прыгнув перед выстрелом от Гадюки. Марико и Логан отдалились друг от друга из-за обычаев чести её семьи, а также из-за манипуляций Повелителя Разума, из-за чего Логан вернул ей меч Масамунэ. После того, как Люди Икс победили Повелителя Разума, Марико вернула Логану меч чести и заявила, что ей пришлось разорвать криминальные связи своего клана. Марико чувствовала, что не сможет выйти замуж за Росомаху, пока не сделала этого.

### Встреча с Амико, обучение Призрачной Кошки и Огун
Несколько недель спустя Люди Икс сражались с гигантским драконом, когда их телепортировали в Японию. Будучи не в состоянии спасти умирающую женщину, Росомаха поклялся защитить её дочь, Амико Кобаяси. Логан сначала оставил Амико на попечении Марико, пока Люди Икс сражались с Селеной Галлио. В конечном итоге Амико станет приёмной дочерью Росомахи.
После сигнала бедствия от товарища по команде Китти Прайд, Росомаха отправился в Японию. Затем Китти была схвачена и передана под ментальный контроль Огуну. Тот мысленно контролировал её, трансформируя её тело и душу, как он первоначально намеревался сделать с Росомахой. После прибытия в Японию Китти была послана убить Логана и сильно ранила его, но с помощью Юкио она была восстановлена.
Логан предпринял аварийную программу, чтобы научить Китти стать достаточно искусной в японских боевых искусствах, чтобы противостоять Огуну и помочь ей преодолеть его зло. Китти сама отправилась на встречу с Огуном, который пытался убить Марико и Амико, чтобы наказать Росомаху. После поражения от Огуна он предложил Китти, называющей себя Призрачной Кошкой, присоединиться к нему или умереть, но Росомаха пришёл ей на помощь. К сожалению, Росомаха тоже был ошеломлён, как и Прайд. В повороте событий Китти сообщила Росомахе, что была напугана, пока он не прибыл, и когда Логан извинился, она заявила, что хочет не извинений, а жизни. В этот момент Росомаха переломил ход битвы и убил Огуна, а Китти вернула себе невинность, которую забрал он. После убийства Огуна (но его дух выжил), Логан и Китти стали очень близкими друзьями, а она была для него почти приёмной дочерью.
Также именно во время этого приключения Логан узнал от Чарльза Ксавьера, что его друг Джеймс Хадсон умер. После поражения Огуна Росомаха решил вернуться в Канаду и проведать Хизер Хадсон, чтобы поддержать её.

### Леди Смертельный Удар и Саблезубый
Через некоторое время Юрико Ояма, она же Леди Смертельный Удар, выследила Логана, намереваясь убить его. Её отец, лорд Тёмный Ветер, изобрёл процесс, который пропитал скелет Логана адамантием, но его работа была украдена. В результате этого Ояма хотела, чтобы Логан вернул то, что, как она думала, он украл у её отца: его адамантиевый скелет. Потерпев первое поражение, Юрико поклялась победить Росомаху и отомстить за свою и честь своего отца. С этой целью она отправилась на встречу со Спиралью, чтобы превратиться в киборга со сверхчеловеческой силой и адамантиевыми когтями. Трое бывших солдат Клуба Адского Пламени, которые были серьёзно ранены Росомахой, когда он спас Людей Икс из Клуба, также поклялись отомстить Логану, и в результате они также были превращены в киборгов и стали группой Разбойники. Леди Смертельный Удар и её Разбойники напали на Росомаху и чуть не убили его. Логану помогала Кэти Пауэр, и с её помощью он смог оправиться от ран и победить Разбойников. Затем Росомаха столкнулся с Юрико, и после жестокой битвы он победил её и был в ужасе, узнав, что Ояма сделала с собой, чтобы отомстить ему. Несмотря на то, что Юрико умоляла Логана убить её из милосердия, он отказался и сказал ей, что она должна заслужить это.
Вскоре после этого снова появился ещё один призрак из прошлого Логана: Саблезубый. Когда Люди Икс попытались спасти Морлоков после того, как Мародёры начали без разбора убивать их, Росомахе было предъявлено обвинение в захвате одного из Мародёров в качестве пленника. Во время охоты на них Логан столкнулся с Саблезубым, который собирался убить Целителя. Несмотря на желание сразиться с Саблезубым и убить его в отместку за всё, что он сделал с ним в прошлом, Логан решил, что спасение Целителя важнее, чем вражда со своим старым врагом. В результате Логану удалось заманить Саблезубого в ловушку под грудой обломков и помочь Целителю добраться до безопасного места.
Но к сожалению для Росомахи, Саблезубый не закончил с ним. После эвакуации всех выживших Морлоков из их туннелей Крид пробрался в Особняк Икс, вырубил Шельму и попытался убить нового рекрута Людей Икс: Элизабет «Бетси» Брэддок. Бетси некоторое время могла справляться со своими силами, несмотря на яростные атаки Саблезубого, пока Люди Икс, наконец, не прибыли в особняк. Затем Росомаха решил противостоять Виктору, в то время как Псайлок воспользовалась возможностью, чтобы исследовать разум Саблезубого, чтобы узнать личность лидера Мародёров.
Несмотря на пси-щиты Крида, Бетси смогла проникнуть в разум, и после того, как Логан и Люди Икс узнали об этом, команда решила помочь Росомахе против его врага. Саблезубый, зная, что проиграет Росомахе и Людям Икс, решил нырнуть в озеро рядом с Особняком, а Росомаха последовал за ним. Но в конце концов Саблезубому удалось сбежать, и даже Псайлок не смогла его обнаружить.

### Кристалл Абсолютного Видения
В годовщину его свадьбы с Марико, Люди Икс были похищены Ордой, который хотел использовать их в качестве своих лакеев, чтобы вернуть Кристалл Абсолютного Видения, осколок которого он носил на лбу. Люди Икс были отправлены в Цитадель Света и Тени, где был спрятан кристалл. По мере того, как Люди Икс продвигались вперёд, Цитадель создавала иллюзии каждого из их самых сильных желаний. Только Росомаха, Шторм и Псайлок смогли противостоять им. Росомаха добрался до Кристалла, но Орда зарубил и убил его, удалив сердце, которое он хотел сохранить в качестве трофея. Однако на Кристалл попала капля крови Логана, которая выделила достаточно энергии, чтобы Росомаха восстановился и возродился. Наделённый божественностью, Росомаха вытащил хрустальный осколок из лба Орды, и тиран быстро постарел и рассыпался в прах за считанные секунды. Росомаха отверг божественную силу и вернул Людей Икс и их друзей домой, гарантируя, что человеческая раса сможет полностью развить свой потенциал.

### Росомаха против Человека-Паука
После гибели бывших агентов КГБ по всему Манхэттену, Логан вспомнил старого внештатного агента времён Холодной войны, Шарлемань. В последний раз, когда Логан видел «Чарли», она работала в Западном Берлине. Росомаха протестовал против той миссии, но Чарли настояла, а когда куратор обманул её, Шарлемань позвала на помощь Логана. После того, как пятьдесят советских оперативников не смогли их уничтожить, они послали агентов КГБ, которые годами работали под прикрытием, но ярость берсерка Росомахи прикончила их всех. После этой резни остался только Росомаха и маленький кулон в форме сердца. Позже покинув Людей Икс в трудную минуту, Логан отправился на Потсдамскую площадь в Западном Берлине, где два агента КГБ раскрыли своё прикрытие, убив грабителей, но Шарлемань убила их, пока Логан стоял к ним спиной.
Находясь на Курфюрстендамме, Логан почувствовал запах Человека-Паука в гражданской одежде и узнал его тайную личность. Логан предупредил Паркера держаться подальше от Берлина и забыть о Шарлемань, но когда Человек-Паук вернулся в свой отель, агенты КГБ убили Неда Лидса и пытаются допросить Питера. Но Логан прибыл в отель и убил всех агентов, снова предупредив Человека-Паука уйти. После Росомаха выследил Чарли на сталелитейном заводе недалеко от Восточного Берлина, и они некоторое время оставались вместе. Когда пара отправилась ужинать в Ганимед на Фридрих-штрассе, прибыл Паркер, чтобы сообщить им, что все в ресторане были агентами, желающими убить Чарли. На самом деле Шарлемань и Росомаха уже знали это, и в итоге началась перестрелка. Потеряв Чарли в бою, Росомаха и Человек-Паук попытались выследить её, добравшись до цели раньше, чем она, но они всегда были на шаг позади. После того, как пара рассталась, Шарлемань позвала Росомаху на советское кладбище в Трептове, и он понял, что она хотела, чтобы Логан убил её, чтобы советские агенты не смогли пытать Чарли.
Росомаха прижал Чарли к когтям, но Логан дрогнул, из-за чего порез был не смертельным. В это время прибыл Человек-Паук и попытался помешать Логану убить Шарлемань. Между ними вспыхнула жестокая драка, во время которой Человек-Паук хватает мутанта за горло. Логан заявил, что Паркеру придётся использовать всю свою силу, чтобы сломать шею Росомахи, в то время как ему просто нужно будет выпустить когти, чтобы убить Человека-Паука. В это время прибыл правительственный вертолёт, и пара разделилась. В суматохе Человек-Паук подумал, что Росомаха подкрадывается к нему сзади, и нанёс удар большой силы в лицо Чарли. В итоге она умерла на руках Росомахи, агенты ушли, а Хоулетт понял, что Шарлемань специально подкралась сзади к Паркеру, чтобы убить себя. На следующий день Питер и Логан вернулись домой.

### Патч
После того, как Люди Икс были признаны мёртвыми для всего мира и переехали в Австралию, Логан нашёл в пустыне замученного и умирающего от облучения Дэвида «Дейва» Чапела. Чтобы расследовать это дело, Росомаха вернулся в Мадрипур в поисках некоего «Тигра». В местном баре «Принцесса» Росомаха спас О’Доннелла от головорезов криминального авторитета Роша. Находясь в баре, Логан понял, что за ним наблюдают, и столкнулся с женщиной, которая оказалась Джессан Хоан. После короткой схватки с Джессан Росомаха был избит Сапфировым Стиксом и Бритвенным Кулаком и доставлен к Рошу. Пережив пытки Инквизитора, Росомаха сбежал и был жестоко атакован Бритвенным Кулаком, который нанёс ему удар ножом в горло и туловище и оставил умирать. Логан был спасён из гавани, где за ним присматривала Джессан. После исцеления Росомаха начал носить повязку на глаз, позволяющая сохранить воскрешение Людей Икс в секрете. После того, как он узнал, что Джессан на самом деле и есть «Тигр», Логан поклялся помочь ей свергнуть Роша и занять его место в качестве криминального авторитета Мадрипура. После победы над Бритвенным Кулаком Росомаха и Тигровый Тигр (псевдоним Джессан) спасли О’Доннелла и убили Роша. После Логан заявил, что станет совестью Тигра, чтобы напомнить ей, что если она станет такой, как Рош, он придёт за ней. Заявив, что ему не нравятся криминальные авторитеты, Хоулетт позволил Тигру выбрать свой собственный путь. Хоан ответила, что Росомаха завоевал её сердце, и они поцеловались. После Логан начал использовать псевдоним «Патч», данный ему Бритвенным Кулаком во время того боя, и чередовал белый смокинг с повязкой на глазу с синим костюмом с маской.
Вскоре после того, как он пошёл по следам подозреваемых по делу об убийстве, Логан (выдавая себя за Патча) столкнулся с Кармой из Новых Мутантов, работающей на своего дядю, который пытался свергнуть Тигрового Тигра, и стал союзником начальника полиции Тая. После сообщения Тигру, что он не будет убивать или похищать ради неё, Патч и Джессан были избиты Грубым Домом и Кровавым Криком, но вовремя спасены Кармой. Патч оставил Тигра с Джессикой, Линдси и Чангом (который позже был убит Грубым Домом и Кровавым Криком), в то время как он уничтожил запасы опиума генерала Нгуена Нгок Коя, а также Логан столкнулся с Харриерами.
После срыва деятельности Коя, связанной с наркотиками, Патч вступил в бой с самим генералом, а также сражался и победил Грубый Дом и Кровавого Крика, чтобы спасти Линдси, Джессику и Тигра. Патч держал генерала Коя в своей власти, пока не вмешался принц Баран и, благодаря Линдси, тот считал их всех своими почётными гостями. Принц предложил Тигру и генералу Кою работать вместе, чтобы избежать вакуума власти или зоны боевых действий в андеграунде Мадрипура, и Патч убедил Джессан согласиться.
Затем Патч решил спасти Карму от службы у её дяди, но был сбит с толку, когда узнал, что нарушение деятельности генерала Коя по борьбе с наркотиками поставило цель на голову Коя, а Карма нуждалась в нём, чтобы помочь ей найти её пропавших брата и сестру. Патч сопровождал Карму в аэропорт, чтобы засвидетельствовать прибытие Джо Фиксита, которого Патч сразу учуял и узнал как Халка. Логан продолжал использовать Джо, чтобы помешать операциям генерала Коя связанные с наркотиками и рабами. Позже начальник полиции Тай сообщил Хоулетту, что он знал, что Патч и Росомаха — одно и то же лицо, а также поздравил Логана с днём рождения. После Патч спас одну пару от ограбления, а позже стал мишенью бандитов. Патч проследил за нападавшими до бара «Принцесса», но нашёл их мёртвыми и записку от Саблезубого с надписью «Никто не убьёт тебя, кроме меня — особенно сегодня».

### Встреча с Джубили
Некоторое время Логан продолжал лавировать между жизнью с Людьми Икс в Австралии и своими одиночными приключениями в Мадрипуре. Однажды после возвращения из Мадрипура на Росомаху напали Разбойники с Дональдом Пирсом, которые захватили Хоулетта в плен и повесили его на крест для пыток. Находясь на кресте, Логану приснились несколько лихорадочных снов, в которых он видел нескольких своих друзей и врагов, а также видение того, что происходит с Людьми Икс, благодаря мутанту с именем Врата. После того, как Лонгшот покинул Людей Икс, те были ослаблены, а Пирс и Разбойники намеревались убить команду. Псайлок знала, что у Людей Икс нет шансов против неминуемой атаки, поэтому она телепатически убедила своих товарищей по команде войти в портал под названием Опасная Осада, чтобы спасти их. Когда Люди Икс ушли, Пирс остался более разъярённым, чем когда-либо, и решил выместить свой гнев на Логане.
После того, как Врата показал ему, что произошло, Логан снова столкнулся с Пирсом, который решил распять его на кресте в форме буквы X. В разгар шторма молодая сбежавшая мутантка по имени Джубили, которая тайно следовала за Людьми Икс и некоторое время жила с ними после того, как они спасли её от М-Отряда, издалека увидела, что происходит с Логаном, и решила помочь ему, несмотря на страх быть пойманной и убитой Разбойниками. Когда она приблизилась, Логану удалось освободиться и тот упал на землю. Джубили, поражённая и напуганная увиденным, помогла ему встать на ноги.
Джубили спрятала раненого Логана, у которого были проблемы с исцелением, а также ему мерещились Кэрол Дэнверс и Ник Фьюри. Дезориентированный Логан напал на Джубили, но ей удалось отбросить его плазменным разрядом, и он пришёл в себя. Пирс, разозлённый тем, что Росомаха сбежал, послал своих гончих-киборгов, чтобы выследить его, но благодаря Вратам Логану и Джубили удалось победить их и Разбойников и сбежать.
Несмотря на то, что она была частью Разбойников, Леди Смертельный Удар уважала Логана как воина, поэтому она решила защитить меч чести Яшиды, который Логан хранил в своей комнате, от других Разбойников и позволила ему сбежать с Джубили, потому что она не хотела убивать его, если Росомаха не мог защитить себя. Затем Логан и Джубили решили отправиться в Гонконг, а точнее в офис Ландау, Лакман & Лейк, чтобы расследовать исчезновение Людей Икс.
После этого приключения Джубили последовала за Логаном в дальнейших похождениях и в конечном итоге та стала для Хоулетта как дочь, которая была очень похожа на Китти. С помощью Джубили, а позже и Псайлок, Логан смог найти пропавших Людей Икс, а после победы над Теневым Королём на острове Мьюир команда снова объединилась.

### Сценарий Шивы
Теперь, когда поиски Людей Икс закончились, Росомаха был сильно обеспокоен некоторыми из своих потерянных воспоминаний, поэтому он решил исследовать заброшенный объект Оружия Икс в Канаде, где он был преобразован много лет назад. Там у него начались воспоминания о времени, проведённом в Команде Икс, и о том, когда он был похищен программой «Оружие Икс».
После того, как Логан узнал, что его воспоминания были подделаны, Ксавьер и Джин попытались помочь ему, удалив некоторые блоки его памяти, но в результате Логан был ошеломлён и чуть не сошёл с ума. Ксавьер сказал ему, что если Росомаха снова попытается удалить блоки памяти, Логан может потерять свою человечность. Это откровение разозлило Хоулетта, и он сорвал свой коричневый костюм, сказав, что он не животное, а Человек Икс. В результате этого Логан перестал носить свой коричневый костюм и решил снова надеть свою оригинальную сине-жёлтую униформу.
Логан отправился в Уинсор, Онтарио, и проник на старый склад Оружия Икс, где были созданы некоторые из его поддельных воспоминаний, а также он непреднамеренно активировал искусственный интеллект Шива, который был разработан для убийства членов Команды Икс, включая Росомаху. Логану удалось победить робота Шивы, но его место занял другой, и Росомаха обнаружил, что он не может победить его как предыдущего. Несмотря на адаптивную природу Шивы, Хоулетт всё же одержал верх, когда робот выстрелил в него зондом разума, который заставил Логана пережить каждую боль, травму и момент агонии, которые он испытывал в прошлом.
Бой между Росомахой и Шивой наблюдали Кэрол Хайнс и профессор Хадсон, которые, как оказалось, всё ещё были живы, но вскоре Сильверфокс убила Хадсона. Логан обнаружил, что профессор мёртв, а Хайнс всё ещё жива, но также и то, что перед смертью Хадсон активировал всех оставшихся роботов Шивы, и что их главной целью был Саблезубый. В то время как Логана не волновала судьба Саблезубого, Люди Икс беспокоились о других целях в списке убийств Шивы. Столкнувшись с тем фактом, что многие из его воспоминаний были имплантированы, Росомаха стал намного темнее, что также беспокоило Людей Икс.

### Красный Омега
После всех этих откровений Логан вернулся в Особняк, чтобы провести больше времени с Людьми Икс, но, к сожалению, на них напал призрак из прошлого Логана: Красный Омега, который недавно был воскрешён лидером Руки, Мацуо Цураябой.
Красный Омега с помощью Абрахама Корнелиуса и Мацуо смог захватить Логана, которого затем пытали, чтобы узнать местонахождение Синтезатора Карбонадия, единственной вещи, которая могла стабилизировать силы Красного Омеги. К счастью, Логану помог его старый товарищ по команде Маверик, который обнаружил, что воспоминания Логана об их времени в составе Команды Икс были удалены из его разума.
С помощью Людей Икс и Маверика Росомаха смог помешать планам Красного Омеги и Мацуо, вернув Синтезатор Карбонадия. После победы над армией Мацуо Логан столкнулся с Корнелиусом, который собирался застрелить его, но перед этим он извинился перед Хоулеттом за то, что он сделал с ним много лет назад. Логан, не помнящий об эксперименте с Оружием Икс, не понимал, о чём говорил Корнелиус. Прежде чем он смог получить ответ, Маверик выстрелил Абрахаму в голову, в то время как Мацуо и Красный Омега сумели сбежать. Затем Логан отдал Синтезатор Маверику, сказав ему, что, несмотря на то, что он не помнит о своём прошлом, у него было смутное воспоминание, что он должен принадлежать ему. Затем Логан исчез, и у него осталось больше вопросов, чем ответов о его собственных воспоминаниях.

### Смерть Марико
Получив звонок от Джубили, Логан быстро отправился в Японию с Гамбитом (которому Логан задолжал деньги после недавней игры в покер), но, к сожалению, из-за своего адамантиевого скелета он застрял в службе безопасности аэропорта Лос-Анджелеса. После вызова Щ.И.Т.а Логан смог сесть в самолёт, но его запрос на допуск сработал на компьютерах Гидры, поэтому Сильверфокс вызвала Силлу, одного из киборгов Дональда Пирса, чтобы она отправилась за Логаном и уничтожила его. После приземления в Японии Росомаха и Гамбит подверглись нападению Руки и сумели победить их, но в качестве плана на случай непредвиденных обстоятельств Мацуо Цураяба вызволил Джубили из тюрьмы и похитил её.
Джубили встретила убийцу Рэйко, которая была ослеплена Рукой и получила задание убить её. В обмен Рэйко было обещано вернуть зрение, но после того, как Джубили упомянула, что знает Логана, Рэйко отпустила её, поскольку она была в долгу перед Росомахой.
Логан и Гамбит прибыли в полицейский участок, но подверглись нападению Силлы и нескольких ниндзя, посланных Цураябой. Благодаря помощи Солнечного Огня они смогли победить их, но Силле удалось сбежать. Вскоре после этого Джубили была найдена Юкио, которая забрал её к себе, в то время как Сильверфокс пообещала Рэйко амнистию с помощью Руки в обмен на её помощь.
После драки в полицейском участке Логан и Гамбит направились в дом семьи Яшида и обнаружили, что клан Яшида был втянут во внутренний спор. После того, как Логан встретил Марико и Серебряного Самурая, Рука напала на них, заставив Самурая, Гамбита и Росомаху работать вместе. По пути Марико отдала Логану его старый коричневый костюм, и он снова сразился с Силлой, на этот раз победив её.
К сожалению, Сильверфокс и Мацуо заключили союз и использовали Рэйко, чтобы обманом отравить Марико. Осознав, кем та была для Логана, и что она сделала с его любовью, Рэйко покончила с собой. Столкнувшись с медленной и мучительной смертью, Марико попросила Росомаху убить её быстро и милосердно. Убитый горем Логан неохотно подчинился.
После смерти женщины, которую он любил, Логан провёл следующие несколько дней у её могилы, сидя там даже под дождём, несмотря на протесты Гамбита и Джубили. Внезапно, услышав, как Серебряный Самурай произнёс слово «Рэйт», Логан вспомнил последнюю миссию, которую он выполнял с Командой Икс в Берлине, которая привела к смерти Дженис. Но также Хоулетт вспомнил человека по имени Джон Рэйт, он же Кестрел. Пережив это воспоминание, Логан согласился уйти, но по дороге в аэропорт он уловил запах Мацуо и быстро переоделся в костюм, чтобы встретиться с ним лицом к лицу. Затем Росомаха поклялся Мацуо, что в годовщину смерти Марико он будет отрезать части его тела, пока от него ничего не останется. В итоге Логан сдержал обещание, пока Мацуо, наконец, не умер. Смерть Марико значительно изменила характер Росомахи, сделав его более дисциплинированным и эмоционально отстранённым.

### Кошмарный квест
После своего недавнего приключения в Уинсоре, встречи с Красным Омегой и после того, как он вспомнил Рэйта, Логан решил исследовать своё прошлое с Командой Икс. В итоге он нашёл своего старого товарища по команде Джона Рэйта, который вызвал несколько воспоминаний у Логана благодаря голове Шивы и рассказал ему, что Джону удалось захватить Саблезубого. Впоследствии Рэйт рассказал, что он был обеспокоен тем, что подавитель старения, который давали всем членам Команды Икс, не срабатывал. Опасения Рейта оправдались, поскольку один из членов команды по имени Мастодон умер у них на глазах после отмены его фактора «подавления возраста».
После того, как к нему присоединилась Кэрол Хайнс в его поисках, Логан обнаружил, что Сильверфокс всё ещё жива. К его удивлению, Сильверфокс презирала Хоулетта за то, что, по её мнению, он сделал. Но прежде чем Росомаха смог выяснить, что, по мнению Сильверфокс, он такого сделал, команде удалось проследить смерть Мастодона до Альдо Ферро, теперь известного как Пси-Борг. Ферро ошеломил их своими иллюзиями, в результате чего Кэрол Хайн умерла от сердечного приступа, а Сильверфокс погибла от рук Саблезубого. Крид и Ферро же смогли сбежать. Из-за смерти Марико и Сильверфокс, а также из-за вмешательства Оружия Икс в его психику у Росомахи произошёл психический срыв.
Ник Фьюри и Джон Рэйт решили помочь Логану и рассказали ему, что некоторые из его воспоминаний о Сильверфокс были реальными, когда они привезли Хоулетта в его старую хижину в Канаде. Он решил похоронить её в этом месте рядом с хижиной, где они раньше жили. Профессор Ксавьер также решил помочь Логану, открыв память об одной из миссий Команды Икс времён Холодной войны под названием «Терри Адамс», которая привела Росомаху в Россию, где он встретил советского суперсолдата Красного Эпсилона, который раскрыл ему несколько секретов о своём прошлом в Команде Икс. Затем Эпсилон использовал свои силы, чтобы сжечь имплантаты памяти из разума Логана, чтобы разблокировать его настоящие воспоминания, но процесс был успешным только наполовину, и некоторые блоки памяти Росомахи оказалось невозможно взломать.

### Потеря адамантия и одичание
Когда расследование его пропавших воспоминаний ни к чему не привело, Логан присоединился к Людям Икс как раз в тот момент, когда Магнето выпустил электромагнитный импульс по всей Земле, убив тысячи невинных людей. Ксавьер и Люди Икс решили проникнуть на его космическую станцию, чтобы остановить его раз и навсегда. Бой прошёл не так, как планировалось, и когда Магнето собирался убить Ртуть, вмешался Росомаха, полоснув Эрика когтями и спасая жизнь Пьетро.
Магнето упал на колени, но быстро нанёс ответный удар, используя свои силы, чтобы вырвать адамантий из скелета Росомахи, нанеся обширные травмы, которые чуть не убили Логана. Эти травмы на какое-то время перегрузили исцеляющий фактор Росомахи, и Логан также обнаружил, что когти, которые он считал результатом программы «Оружие Икс», были частью его реальной костной структуры из-за его мутации. В результате полученных травм и потери своего исцеляющего фактора Логан на время покинул Людей Икс.
После того, как он покинул Людей Икс, Росомаха некоторое время путешествовал по всему миру, смирясь с потерей своего адамантия и исцеляющего фактора и сталкиваясь по пути с некоторыми из своих заклятых врагов, такими как Леди Смертельный Удар, Кровавым Криком и Кибером.
Вскоре после этого Логан столкнулся с наёмником, известным как Дэдпул, и был чуть не убит во время их драки. Но его исцеляющий фактор вернулся сильнее, чем когда-либо, чтобы спасти Росомаху. Логан отправился за Дэдпулом, но Уэйду удалось сбежать, поэтому Хоулетт решил снова присоединиться к Людям Икс. Вернувшись в Особняк Икс, Саблезубый, который был пленником Людей Икс сумел сбежать из своей камеры и в результате Росомаха столкнулся с ним лицом к лицу. После жестокого избиения Саблезубый пригрозил убить Джин Грей, Китти Прайд и Джубили. Тогда Логан огрызнулся и вонзил один из своих когтей в мозг Саблезубого, чуть не убив его.
Победа Росомахи над Саблезубым досталась дорогой ценой, поскольку Логан чувствовал, что его дикая натура постепенно берёт верх, и в результате этого он решил некоторое время пожить в лесу. Погружение Логана в безумие усугубилось после того, как мутант Тайлер Дейспринг, он же Генезис, попытался снова привязать адамантий к скелету Логана, но тот отверг его, чтобы спасти жизнь Сэма Гатри, при этом ещё больше потеряв свою человечность и вернувшись к более дикому физическому и психическому состоянию.
Логан некоторое время оставался в таком состоянии, но с помощью Электры, Стика и его друзей он смог восстановить своё здравомыслие и постепенно вернулся к своему первоначальному внешнему виду.

### Всадник Апокалипсиса
Позже, во время космического приключения с Людьми Икс, Логан был похищен завоевателем-мутантом Апокалипсисом и заменён одним из Скруллов, которые проникли в команду. Затем Логан был вынужден сражаться с Саблезубым за мантию Всадника Смерти. Зная, что он может противостоять программированию Апокалипсиса и что Саблезубый будет очень опасным злодеем при поддержке этого мутанта, Логан сражался и всЁ же победил своего врага. В результате Апокалипсис смог сделать то, что не удалось Генезису, а именно повторно связал адамантий со скелетом Росомахи. Как Всадник Смерти, Росомаха выполнил несколько миссий для Эн Сабах Нура и сражался с Халком. Тем временем заменивший его Скрулл попытался поссорить Людей Икс с их наставником, но был убит настоящим Росомахой по приказу Апокалипсиса.
Обнаружив, что их товарищ по команде был Скруллом, Люди Икс узнали, что настоящий Росомаха — всадник Апокалипсиса, и решили помочь ему. Под контролем Апокалипсиса Логан яростно сражался с командой как Всадник Смерти, но Псайлок, Архангел, Китти Прайд и Джубили помогли ему вырваться из-под контроля мутанта. К сожалению, вскоре после этого Росомаха стал свидетелем смерти своего друга Колосса, который пожертвовал своей жизнью, чтобы уничтожить вирус «Наследие».

### Файлы Логана
После воссоединения с Людьми Икс Логан начал всё чаще и чаще вспоминать своё прошлое и вскоре столкнулся с серийным убийцей по имени Мистер Икс, бессмертным Мове (новой программой «Оружие Икс» Малкольма Колкорда), Огуном и Саблезубым.
Используя технологию Оружия Икс, Саблезубый смог лишить Росомаху способностей, а затем нанял Красного Омегу и Леди Смертельный Удар, которые чуть не убили Ночного Змея, Юкио и Хадсонов, а также похитили Амико, пока Крид крал «Файлы Логана». Файлы должны были содержать всё, что связано с прошлым Логана до того, как он был похищен для эксперимента с Оружием Икс. По пути Саблезубый предал Красного Омегу и Леди Смертельный Удар, чуть не убил Амико и сказал Логану, что эти файлы были ложью. Причина, по которой Логан не мог вспомнить своё прошлое, заключалась в том, что его собственный исцеляющий фактор удалял самые травмирующие воспоминания Джеймса. После этого откровения Саблезубый убил Росомаху.
Душа Логана отправилась в загробную жизнь, где его приветствовал дух Розы О’Хара, которая рассказала ему несколько вещей о его долгой жизни. В первую очередь она рассказала о том, как Росомаха справлялся с болью, но из-за своих отсутствующих воспоминаний Логан не узнал Роуз и подумал, что это Джин Грей. В то время как Росомаха был почти готов забыть о жизненных муках и примириться с самим собой, чтобы узнать правду о своём происхождении, на Логана напали несколько умерших злодеев, которые хотели отомстить. Росомаха решил, что пока не хочет отпускать боль, и решил сразиться со всеми в последний раз, но кто-то вмешался и помог ему: его покойный друг Колосс. Обрадовшись, что его друг вернулся, им обоим удалось победить всех злодеев, но выбор Логана имел серьёзные последствия: его воля к борьбе вновь активизировала исцеляющий фактор, и душа Росомахи вернулась в тело, но перед уходом Роуз сказала ему: «Я не Джин».
Вернувшись в мир живых, Логан пробрался в Особняк Икс и обнаружил, что Амико жива, которая была спасена Оружием Икс и Колкордом. Этот предсмертный опыт будет иметь серьёзные последствия для Логана, заставляя его видеть кошмары и проявлять одержимость поиском истинной личности мёртвой рыжеволосой женщины.

### Оружие Плюс
Вскоре после этого Джин Грей и профессор Ксавьер отправились в Париж и встретили странного персонажа по имени Фантомекс, который раскрыл несколько истин о проекте «Оружие Икс». В первую очередь он рассказал о том, что Оружие Икс с самого начала означало «Оружие 10», и что эта программа была всего лишь частью другой программы «Оружие Плюс», которая создала некоторое количество живого оружия на протяжении многих лет. Также стало известно, что Оружие Плюс создало Мир — высокотехнологичный автономный исследовательский центр, построенный где-то в сельской Англии.
После победы над Оружием XII Джин Грей узнала, что Фантомекс также был жертвой проекта Оружия Плюс, что его настоящее кодовое имя было Оружие XIII, и что он также был создан в Мире. Вскоре после этого, спасая мутанта Праха, Логан встретил Фантомекса, который впервые за много лет назвал его настоящим именем: Джеймс.
Вскоре после этого Росомаха, Циклоп и Фантомекс проникли в Мир. Там Росомаха узнал, что его использовали во время резни в Роаноке во время эксперимента «Оружие Икс», и другие секреты Оружия Плюс. Позже выяснилось, что план Возвышенного с самого начала состоял в том, чтобы позволить Логану взглянуть на эти файлы, чтобы разблокировать память о Роаноке и вернуть его к этому месту позже. Столкнувшись с последним продуктом Оружия Плюс, Оружием XV, Логан взорвал бомбу, уничтожив станцию Оружия Плюс и Оружие XV в процессе.
Логан выжил и был спасён Джин Грей, но после того, как они вернулись, Джин была убита Ксорном, что разбило Людей Икс и побудило Росомаху обезглавить Ксорна, чтобы отомстить за неё. Логан оплакивал потерю Джин и был недоволен новыми отношениями Циклопа и Эммы Фрост, но он оставался ценным членом Людей Икс, выполняя столько миссий, сколько мог, а также время от времени выполняя одиночные миссии. Именно в этот период Логан обнаружил, что его друг Колосс был возвращён к жизни инопланетным воином Ордом. Росомаха также встретил Хисако Итики, также известную как Броня, и решил обучать её.

### Встреча с Икс-23
Некоторое время спустя Росомаха получил странное письмо от Сары Кинни, в котором говорилось, что его женский клон по имени Лора под кодовым именем Икс-23 была создана и использована для совершения нескольких убийств по всему миру. Вскоре после этого Икс-23 проследила за Логаном до Особняка Икс. Росомаха учуял её запах и привёл в тихое место, где их никто не потревожит. Логан попытался урезонить Лору, но она напала на него и чуть не убила его. Но прежде чем она смогла нанести смертельный удар, Логан воспользовался возможностью, чтобы успокоить её. После разговора с ней и сказав, что он поможет ей, Логан и Лора подверглись нападению Щ.И.Т.а и Капитана Америки, которые прибыли, чтобы арестовать Лору за её преступления. Несмотря на вмешательство Росомахи, Лора всё же была схвачена. Капитан Америка с помощью Сорвиголовы обнаружил, что Лора не контролирует свои действия, поэтому он решил отпустить её. Он сказал ей пойти найти Логана и Людей Икс, но Кинни не послушала совета Стива и решила исчезнуть на некоторое время.
Некоторое время спустя Росомаха и Люди Икс расследовали несколько убийств, совершённых в Нью-Йорке. После осмотра мёртвых тел Логан и Шторм обнаружили несколько порезов, похожих на те, что были оставлены адамантиевыми когтями Логана. Их расследование привело в тематический ночной клуб с суперсуществами под названием Подражатели. Здесь Логан снова уловил запах Лоры, и когда он попытался заговорить с ней, она ударила его ножом в грудь и порезала ему лицо своим когтем. Люди Икс выследили её, и Логан, наконец, столкнулся с ней один на один. Лора снова напала на Росомаху, но на этот раз он легко победил её.
После устранения недоразумения Икс-23 помогла Людям Икс, и Логан привёл её в Институт Ксавьера, хотя тот заключил сделку с Лорой и решил скрыть тот факт, что он знал о её происхождении, чтобы защитить Кинни. Находясь здесь, Лора защищала Логана, следовала за ним повсюду и даже напала на Бишопа, когда он спарринговал с Логаном во время тренировки. Вскоре после этого Лора решила покинуть Людей Икс, но Росомаха назвал её своей «сестрой» и убедил Икс-23 вернуться в особняк, чтобы работать как с отрядом Новых Мутантов, так и с отрядом Геллионов, несмотря на протесты Эммы Фрост.

### Враг государства
Некоторое время спустя маленький мальчик по имени Рикуто был похищен, и, чтобы разобраться с похитителем, родители мальчика Ичиро (который был двоюродным братом Марико) и Фукуко попросили Росомаху о помощи. Оказалось, что похищение было подстроено, и Росомаха попал в засаду, устроенную Рукой. В результате осады Логан был убит Горгоном, который сказал ему, что они уже убили Рикуто.
После этого Рука воскресила Росомаху, а Гидра использовала свои технологии, чтобы превратить его в машину для убийства, которую они выпустили на борт Геликарриера Щ.И.Т.а. Теперь с «промытыми мозгами» и оснащённый несколькими телепортирующими устройствами, Логан смог противостоять таким героям, как Электре, Фантастической Четвёрке, Шершню и Сорвиголове, преуспевая в выполнении своей миссии каждый раз.
Хотя бой с Сорвиголовой оказался решающим, Мёрдоку удалось пронзить Росомаху мечом, вызвав сильную боль. Эта боль позволила Логану прорваться через контроль разума Гидры, чтобы предупредить Мэтта о том, что Гидра планирует убить президента Соединённых Штатов, и что их бой был просто отвлекающим манёвром, позволяющий Руке и Гидре убить и воскресить Электру как одну из своих агентов. Но в итоге Гидра телепортировала Логана обратно. Благодаря этой новой информации Люди Икс и Мстители смогли победить Росомаху и взять его под стражу.
Вернувшись в руки Щ.И.Т.а, Ник Фьюри поручил команде учёных устранить промывание мозгов Логана и вернуть его к прежнему состоянию, чтобы использовать Росомаху против Гидры и Руки. Закончив всё это, Логан начал свои поиски мести и объединился с Электрой, чтобы уничтожить Гидру и Руку.
В конце концов Логан столкнулся с Горгоном, и смог победить его. После победы над ним Росомаха исчез на несколько месяцев, разыскивая тело Рикуто. После того, как он нашёл место, где был похоронен мальчик, Логан сообщил родителям местоположение, сказав, что сожалеет обо всём.

### Присоединение к Мстителям и восстановление памяти
Во время миссии на Дикой Земле Росомаха познакомился с недавно переформированными Мстителями и в конечном итоге принял членство, поскольку Тони Старк чувствовал, что Логан может предоставить полезную перспективу команде.
В результате события Дом М, во время которого Алая Ведьма изменила реальность, а затем восстановила её. В итоге Росомаха восстановил все свои воспоминания благодаря Ванде, пытающаяся дать всем героям то, чего они больше всего желали, что позволило Логану наконец-то разобраться между правдивыми и внедрёнными воспоминаниями. Затем Логан отправился к бессмертному кузнецу Мурамасе и потребовал оружие, выкованное из части его души, сразу после смерти Итсу. Когда клинок Мурамасы теперь в его распоряжении, Логан был готов начать свои поиски мести.
С помощью Эммы Фрост Логан вскоре обнаружил, что его сын Дакен жив и ненавидит его. После встречи со своим сыном Логан несколько раз пытался спасти его, но Дакен отказывался от его помощи, предавал Росомаху и несколько раз пытался убить его, даже после того, как узнал правду о том, что Ромулус несёт ответственность за всё, что случилось с ним и Логаном. Позже после того, как Дакен украл прозвище «Росомаха» и присоединился к Тёмным Мстителям Нормана Озборна, он смог украсть часть клинка Мурамасы, и с помощью Ромулуса и Умельца, два его когтя были соединены с металлом лезвия. Узнав, что Дакен тайно хотел убить Ромулуса, чтобы занять его место во главе своей империи, Логан понял, что его сына невозможно спасти, поэтому он решил возобновить свою месть Ромулусу.
В конце концов, Логан смог победить Ромулуса и с помощью Плаща заманил его в ловушку в измерении Тёмной Силы, а затем победил Дакена и удалил его когти Мурамасы. Закончив, Логан спрятал когти Дакена и сломанный клинок Мурамасы в безымянной могиле возле поместья Хоулеттов, раз и навсегда положив конец империи и наследию Ромулуса. Позже сам Ромулус сбежал с помощью Саблезубого, но Росомаха смог победить его ещё раз, и он был заключён в тюрьму Рафт.
После всех этих откровений о его прошлом, предательств его сына и после того, как он присоединился к Тёмным Мстителям, украв его кодовое имя, у Логана начали проявляться признаки нервного срыва, на что указали Юкио и Человек-Паук.

### Лидер Силы Икс и смерть Ночного Змея
Вскоре после этого Циклоп решил собрать новую Силу Икс, состоящая из Росомахи в качестве лидера команды, Варпатча, Волчицы и Икс-23, чтобы заняться грязными делами, которыми остальные Люди Икс обычно не занимались, включая убийства. Циклоп решил добавить Икс-23 в команду, не посоветовавшись сначала с Логаном, что разозлило его, поскольку Росомаха пытался сделать из Лоры нечто большее, чем просто машину для убийства. Но, несмотря на протесты Логана, Кинни присоединилась к команде.
Команда выполнила несколько миссий и попутно приветствовала новых членов, таких как Эликсир, Домино и Ванишер. Вскоре после этого команда была отправлена Циклопом в будущее, чтобы найти и помочь Кейблу и Хоуп Саммерс противостоять Бишопу и Страйфу. В результате в будущем команде удалось победить Страйфа и защитить Хоуп, но Бишоп сбежал. В наше время Икс-23 удалось спасти Бум Бума и убить Королеву Прокажённых, но Кинни была схвачена, доставлена на «Объект» и подвергнута пыткам Адамом Харкинсом и Кимурой. Благодаря помощи агента Моралеса, Росомахе и команде удалось найти Лору и спасти её.
После этого события Росомаха сказал Циклопу, что с этого момента Лора выходит из команды. Саммерс согласился, но сначала у него была ещё одна миссия для Силы Икс. Во время событий Второго Пришествия Кейбл и Хоуп наконец вернулись в наше время, а Росомаха и Сила Икс должны были помочь им против Очистителей и Человеческого Совета. К сожалению, после того, как Икс-23 убила заключённого на глазах у Людей Икс, между Росомахой и несколькими членами Людей Икс возник раскол, в первую очередь между его лучшим другом Ночным Змеем. Прежде чем Логан смог объясниться со своим лучшим другом, Бастион убил Курта, пытаясь защитить Хоуп. Вскоре после этого Бастион выпустил армию Стражей из будущего, которые вынудили Силу Икс и Кейбла отправиться в будущее, чтобы остановить источник: Нимрода. Как только Нимрода остановили, Кейбл пожертвовал своей жизнью, чтобы команда могла вернуться в настоящее. После того, как все члены Человеческого Совета были убиты, Бастион попытался убить Хоуп, но в конце концов потерпел поражение.
После битвы смерть Ночного Змея оказала глубокое влияние на Логана, и новости о его команде разрушили дружбу Росомахи с Шторм. Верный своим словам, Логан удалил Лору из команды и сказал ей, что Кинни пора найти свою собственную миссию в жизни и стать чем-то большим, чем просто оружием. Затем Циклоп приказал Росомахе расформировать Силу Икс, но Логан считал, что команда всё ещё необходима, поэтому он тайно сформировал новую Силу Икс с Архангелом, Псайлок, Фантомексом и Дэдпулом.

### Сага о Тёмном Ангеле
После формирования новой Силы Икс Архангел призвал команду и рассказал Логану, что он нанял Дэдпула (позже выяснилось, что Уэйд работал на Уоррена более года), чтобы расследовать деятельность клана Аккаба, а также что Дэдпул обнаружил то, что Апокалипсис должен был возродиться в новом теле. Логан согласился помочь Уоррену и отправился с Силой Икс за Апокалипсисом и кланом Аккаба.
Оказалось клан Аккаба воскресил Апокалипсиса как ребёнка и внушал ему вернуться к своим старым обязанностям. Молодой Апокалипсис был защищён новой группой Всадников, но Сила Икс смогли победить их, и они обнаружили, что новый Апокалипсис был всего лишь ребёнком. После этого открытия команда решила не убивать его, а Логан предложил вернуть мальчика, реабилитировать и обучить его, но Фантомекс, действуя самостоятельно, немедленно выстрелил молодому Апокалипсису в голову, что вызвало раскол в команде.
После этого события Ангел потерял контроль над своей личностью Архангела и начал убивать. Пытаясь избавиться от влияния Апокалипсиса, Сила Икс отправилась во вселенную Эры Апокалипсиса, благодаря Тёмному Зверю (альтернативной версии Зверя из Эры Апокалипсиса), чтобы найти Семя Жизни, единственное, что могло спасти жизнь их друга. Там Росомаха встретил Джин Грей из этой вселенной, свою альтернативную дочь и злую версию самого себя.
Когда Сила Икс вернулась в свою вселенную, на них напали Архангел и Тёмный Зверь, которые забрали Семя Жизни, чтобы перезапустить эволюцию. После тяжёлой битвы между силами Архангела и Силы Икс, Псайлок смогла вонзить другое Семя Жизни в Архангела, убив его и Уоррена и превратила Ангела в нового человека, что спасло Землю от Эры Архангела.

### Человек-Паук и Росомаха: Путешествие во времени
Позже Человек-Паук и Росомаха пытались остановить Орба и его банду от ограбления банка. Когда Паркер ударил одного из грабителей, у того упал мешок со светящимися алмазами, которые отправили героев в прошлое во времена динозавров. Пока Человек-Паук уединялся, Логан подружился с племенем ранних гуманоидов. Его участие в них позволило им пережить событие под название Вымирание K-T. Когда прилетел метеорит, Спайди и Логан оказались в будущем, где вымирание человечества позволило этому племени доминировать в мире.
Но в будущем миру угрожал Дум — Живая Планета (альтернативная версия Доктора Дума), и только одна вещь могла победить его: пистолет Феникса. Этот пистолет может выстрелить одной пулей, содержащей силу Силы Феникса, способной уничтожить что угодно ценой жизни того, кто её выпустил. Несмотря на протесты Человека-Паука, Росомаха использовал пистолет Феникса, чтобы уничтожить Дума, и в результате он умер в процессе. Однако Спайди воскресил его с помощью Космического Куба, к большому разочарованию Логана. Затем на дуэт напали Царь и Большой Убийца, которые снова отправили их во времени, используя алмазы.
Логан оказался на борцовском ринге лицом к Питеру Паркеру. Он понял, что это было ещё до смерти дяди Питера Бена. Тем временем Человек-Паук оказался в ледяной пустыне, когда на дикого Логана охотился Дог Логан. Затем они были перенесены в Мир Моджо, так как Моджо использовал Царя и Большого Убийцу, чтобы организовать все эти махинации. Росомаху охватил неконтролируемый гнев, но он не впал в ярость берсерка, а вместо этого стал чем-то гораздо худшим. После того, как ранее он использовал пистолет Феникса и был воскрешён Человеком-Пауком, Сила Феникса осталась в нём, и со временем она росла, пока Росомаха не стал новым Тёмным Фениксом.
К счастью, Человеку-Пауку удалось его успокоить, и после того, как Сила Феникса покинула Логана, дуэт был отправлен на Средний Запад во времена ковбоев. Там Питер влюбился в женщину по имени Сара Бейли, которую алмазы также перенесли во времени, а в это время Логан стал вождём индейского племени. Позже Управление временными изменениями (TVA) нашло их и вернуло дуэт и Сару в их нужные времена с сохранёнными воспоминаниями, за исключением Сары, которая не сохранила никаких воспоминаний об этом приключении, оставив Человека-Паука с разбитым сердцем.

### Росомаха отправляется в Ад
После приключения с Человеком-Пауком Логан навестил Джона Рэйта, который теперь был пастором. Несколько недель спустя был найден мёртвый ребёнок с тремя следами от когтей. Тогда Рэйт нашёл Логана, но тот напал на него и обнаружил, что в тело его друга вселился демон «Хеллверин», который убивал людей, которые были связаны с Логаном, и Рэйт был одной из его целей. После того, как он ударил Рэйта ножом и покрыл его тело насекомыми, Хеллверин сжёг церковь Джона вместе с оставшейся паствой, прежде чем перейти к следующей цели. Тем временем душа Росомахи была отправлена в Ад благодаря Красной Правой Руки и Мистик, чтобы подвергнуть того пыткам.
В Аду Логан встретил Сатану и был вынужден сразиться с несколькими из своих умерших врагов, в первую очередь с тем, кто оказался Саблезубым (на самом деле это был один из клонов, созданный Ромулусом). Тем временем Хеллверин продолжал путешествовать и пытаться убить людей, связанных с Логаном, таких как Амико, Юкио и Икс-23, в то время как армия Красной Правой Руки убила Серебряного Самурая и пыталась убить Маверика. В то же время Полукровки столкнулись с Тигровым Тигром и уничтожили всё, что было дорого Логану в Мадрипуре. Затем они попытались убить девушку Логана, Мелиту, которую спасла Мистик. Мелита обнаружила, что Мистик предала Красную Правую Руку после того, как она узнала, что организация намеревалась сделать с Логаном, если он сбежит из Ада. В итоге дуэт объединился с Призрачным Гонщиком и Дэймоном Хеллстромом, чтобы вернуть душу Логана.
В Аду Логан обнаружил, что Серебряный Самурай был убит Красной Правой Рукой и что организация охотилась за всеми, кто связан с Логаном. Росомаха также обнаружил, что Марико была приговорена к Аду из-за её прошлых действий в качестве главы клана Яшида. Затем Сатана заставил Марико пытать Логана, чтобы сломить его дух, в то время как Хеллверину удалось преодолеть защиту Людей Икс и проникнуть в Утопию, чтобы сжечь вещи Хоулетта и убить Китти Прайд, но вскоре он столкнулся с Колоссом.
Вернувшись в Ад после пыток Марико, Логан был распят на кресте Сатаной и встретил своего старого друга Юджина Джадда, он же Шайба, который сказал ему не сдаваться и продолжать сражаться, поскольку все демоны Ада наблюдали за ним. Услышав эти слова, Логан смог освободиться и начал сражаться с несколькими демонами, а затем с самим Сатаной. В Утопии Колосс вместе с Китти, Человеком-Льдом и Ангелом пытались сразиться с Хеллверином, но были побеждены силой демона. Когда Колосса собирались убить, Мелита, Мистик, Призрачный Гонщик и Хеллстром захватили Хеллверина, отвели его в церковь и начали ритуал, чтобы вернуть душу Логана обратно в его тело. В Аду Логан устроил бунт, заставил Сатану истекать кровью и распял дьявола своими сломанными костяными когтями. Затем он встретил своего биологического отца Томаса Логана, который сказал Логану, что гордится им. Росомаха же снова сразился с клоном Саблезубого и победил его. Затем он завладел мечом Сатаны под названием «Душерез», который сделал Росомаху новым королём Ада. После к Логану снова подошёл Томас и Хоулетт быстро понял, что его отец всё это время лгал, который хотел использовать сына только для того, чтобы править в Аду. Затем Логан решил бросить меч демонам, а Томаса ударил по лицу. После этого Логан и Шайба решили сбежать из Ада.
Во время их восхождения Логан попытался освободить Марико, но она отказалась, сказав, что на Земле для неё ничего не осталось. Затем она попрощалась с ним и сказала, чтобы он помнил её такой, какой она была перед смертью, а не такой, какой он видел её в Аду. Логан и Шайба продолжали подниматься, но по пути Юджин упал, сказав Росомахе продолжать идти. Благодаря его действиям и ритуалу Хеллстрома Логану удалось сбежать из Ада, в то время как Шайба вернул меч «Душерез», что сделало его новым королём Ада.
К сожалению демоны всё ещё присутствовали в разуме Логана, и в результате его тело всё ещё находилось под контролем Хеллверина, который чуть не убил Магнето, Циклопа, Нэмора и остальных Людей Икс, пока Логан пытался бороться с демонами в своём разуме. В итоге Росомахе потребовалась помощь его собственных воспоминаний, Мелиты, Людей Икс, подсознательной проекции Ночного Змея и Джин в роли Белого Феникса. Также Ночной Змей и Джин говорили Росомахе забыть о мести. Когда он освободил свой разум, Логан не послушал, что сказали ему Курт и Джин, и планировал отомстить Мистик и Красной Правой Руке за то, что они отправили его в Ад.

### Лицом к лицу с Красной Правой Рукой и Полукровками
Росомаха быстро нашёл Мистик, которая из уважения к его дружбе с её сыном Куртом пыталась объяснить Логану, что Красная Правая Рука запланировала для него. Имея достаточно её лжи, которую она говорила ему в прошлом, и её роли в отправке его в Ад, Логан решил убить Мистик. Во время их боя дуэт столкнулся с Лордом Смертельным Ударом, которого наняла Красная Правая Рука, чтобы убить Мистик на случай, если она раскроет следующую фазу их плана. Однако Лорд Смертельный Удар потерпел поражение от Мистик и Росомахи и сбежал. После Маверик позвонил Логану, чтобы сказать ему, что он нашёл расположение базы Красной Правой Руки, а затем Росомаха возобновил свою борьбу с Мистик и убил её. Затем он направился на базу Красной Правой Руки, но без его ведома тело Мистик было найдено вскоре после этого и продано на аукционе Руке, что привело к её воскрешению некоторое время спустя.
Росомаха вторгся на базу Красной Правой Руки, где столкнулся с Полукровками. Несмотря на то, что они сделали с его друзьями, он дал каждому из них шанс мирно сдаться, но те напали на него и попытались убить. В результате Логан убил большинство из них, в то время как остальные покончили с собой. После победы над лидером Полукровок Ганхоком Росомаха столкнулся с членами Красной Правой Руки, но обнаружил, что они уже покончили с собой, оставив Росомахе только сообщение: Полукровки были его детьми. Это откровение и тот факт, что он убил своих собственных детей, опустошили Логана.
Похоронив тела своих детей, Логан попытался покончить с собой и отказался от цивилизации за то, что он сделал. Вскоре после этого Росомаха снова жил со стаей волков и спас нескольких детей, которых похитили и заставили сражаться с волками несколько преступников. Логан воссоединил их с их семьями, а затем ему противостояла Мелита, которая привела с собой нескольких его самых близких друзей, чтобы убедить его вернуться к ним. Логан согласился и сказал, что пора возвращаться к работе.
Позже как оказалось, Дакен годами работал с Красной Правой Рукой, помогая им в их планах отправить душу Росомахи в Ад, но, что более важно, он был тем, кто нашёл и собрал всех детей Логана. Затем он передал их Красной Правой Руке и убедил преступную организацию использовать их против Логана. Целью Дакена было убедиться, что его отец убьёт своих собственных детей, чтобы причинить ему боль самым худшим из возможных способов. Позже, после того, как он похоронил своих детей, у Росомахи было видение, показывающее ему, как Дакен был вовлечён в ужасный заговор Красной Правой Руки.

### Раскол
Вернувшись к Людям Икс, Логан стал свидетелем возвращения Малыша Омеги, который вызвал новую волну настроений против мутантов. В результате этих действий Росомаха и Циклоп постоянно расходились во мнениях о том, как справиться с этой ситуацией. Росомаха хотел передать Омегу Капитану Америке, в то время как Циклоп хотел разобраться с ним в сообществе мутантов. Когда новый Клуб Адского Пламени атаковал и вывел из строя Людей Икс на открытии Музея истории Мутантов, Иди Ойя, к которой Росомаха испытывал симпатию, последняя, кто осталась на ходу. Когда Логан пытался убедить Идие оставаться скрытой, Циклоп оказал на неё давление, что привело к тому, что Иди убила дюжину человек. Логан был в ярости и обвинил в этом Циклопа.
После того, что случилось с Красной Правой Рукой и Полукровками, всех откровений о его прошлом и недавнем инциденте с Иди, Логан начал не соглашаться с Циклопом о воспитании и обучении подростков-мутантов как солдат, поскольку это могло привести только к их гибели. После уничтожения Стража, которого послали уничтожить Утопию, Росомаха и несколько Людей Икс покинули команду и ушли с несколькими подростками-мутантами, чтобы вернуться в свой бывший дом в Нью-Йорке, чтобы дать понять, что Циклоп явно перешёл черту своими действиями.

### Высшая школа Джин Грей
Чтобы открыть новую высшую школу Джин Грей, Логану нужно было вернуть всё состояние, которое он накопил за все года, но его деньги были украдены. С помощью Человека-Гориллы, Мастера По, Юн Йи и Толстой Кобры Логану удалось вернуть свои деньги и открыть школу.
В первый же день школа подверглась нападению со стороны нового Клуба Адского Пламени, который как раз и вызвал раскол у Людей Икс. Росомаха ясно дал понять, что не хочет терять никого из детей и сражался изо всех сил против нескольких монстров Франкенштейна, которого победил Человек-Лёд, сделав из себя ледяных клонов. Затем Клуб Адского Пламени послал Кракоа III (внука оригинального Кракоа), чтобы уничтожить школу. Малыш Омега, который хотел показать себя Броу, Иди и Малышу Гладиатору (которые сказали ему, что никогда о нём не слышали), поговорил с Кракоа, который затем присоединился к Людям Икс Росомахи.
Затем Росомаха вместе с персоналом и учениками школы столкнулся с Клубом Адского Пламени и дал им понять держаться подальше от их школы. Когда члены Клуба уходили, Кракоа почти напал на них, но Логан остановил его, поскольку у него была лучшая идея о том, как с ними справиться. На следующий день Мэтт Мёрдок сказал Кейду Килгору (лидеру Клуба), что Росомаха предъявил ему иск на сумму 879 миллионов долларов за ущерб, который он нанёс высшей школе Джин Грей, и если он не заплатит, Росомаха и Школа получат контроль над его компанией. Когда школа восстанавливалась, Логану сообщили, что Кракоа был рад, что ему позволили остаться, и Хоулетт счёл, что хорошо иметь школьную площадку, которая может дать отпор.
В последующие месяцы школа столкнулась с несколькими проблемами, такими как угроза монстра Франкенштейна и Цирка Убийств, война между Мстителями и Людьми Икс, которая стоила жизни Чарльзу Ксавьеру, возвращение Дога Логана и новая конкурирующая школа, финансируемая Кейдом Килгором: Академия Адского Пламени.
Попутно Шторм присоединилась к школе Джин Грей в качестве учителя и начала отношения с Логаном. Несмотря на уход одного из их учителей, школа Джин Грей одержала верх, и в конце концов несколько их учеников закончили школу к концу года, а Логан преуспел в реформировании Малыша Омеги. Вскоре после этого Логан и Люди Икс стали свидетелями возвращения Ночного Змея в мир живых, а Курт же впоследствии присоединился к школе.

### Финальная казнь
После Саги о Тёмном Ангеле воскресший Ангел и юный Эван Сабанур (клон Апокалипсиса) были отправлены в школу Джин Грей, а Ночной Змей из вселенной Эры Апокалипсиса решил остаться с Силой Икс, чтобы выследить Человека-Льда из его реальности и заставить того заплатить за предательство. Росомаха же решил использовать Силу Икс, чтобы убедиться, что ученики школы в безопасности, но пока команда спасала Фантомекса от Корпуса Капитана Британии в Потустороннем мире, Дакен, Король Теней, Саблезубый, Человек Без Кожи, Мистик и Пузырь из вселенной Эры Апокалипсиса решили создать новое Братство Мутантов. Дакен и Саблезубый похитили юного Эвана, в то время как остальные члены Братства наняли преступную организацию «Белое Небо», чтобы создать трёх клонов Красного Омеги и дать им поддельные воспоминания, чтобы использовать их против Силы Икс. Целью Дакена и Братства было пытать Эвана достаточно долго, чтобы он стал новым Апокалипсисом, а затем использовать Короля Теней, который запудрил бы ему мозги, чтобы заставить Эвана уничтожить школу Джин Грей, убить всех учеников и друзей Логана, при этом обвинив Силу Икс во всём.
Вскоре Фантомекс был захвачен Мистик, а затем подвергнут пыткам и убит Человеком Без Кожи на глазах Эвана. Чтобы убедиться, что Сила Икс не сможет помешать их планам, Братство взломало Ультиматона и использовало его, чтобы убить мутанта Врата, а затем взорвать его, чтобы убить команду. Но благодаря Псайлок, Силе Икс удалось выжить и отправиться в будущее, где они встретились со своими старшими коллегами и узнали правду о плане Братства и о том, что нужно было сделать. Вернувшись в настоящее, команда приготовилась атаковать крепость Братства и освободить Эвана, в то время как Дакен и Саблезубый всё ещё пытали Сабанура как морально, так и физически, чтобы заставить его высвободить силу Апокалипсиса.
Затем Сила Икс столкнулась с Братством, но их предал альтернативный Ночной Змей, в результате чего Росомаха был схвачен и подвергнут пыткам Дакеном. Команде же удалось остановить остальных членов Братства и наказать Ночного Змея за предательство, который был ранен разумным кораблём и вторым мозгом Фантомекса Е. В.ой. Росомахе всё же удалось сбежать, и он знал, что должен убить Дакена после того, как его альтернативное старшее «я» открыло ему, когда он был в будущем: «Он убьёт учеников, если вы оставите его в живых». Чтобы защитить своих учеников, Логан решил убить Дакена, утопив его в воде.
После убийства своего сына появился Саблезубый и рассказал, что всё произошедшее было его планом с самого начала, что он хотел навредить Логану самым худшим из возможных способов. В результате злой Эван чуть не убил Саблезубого, но Логан сказал ему отпустить его, ведь месть приведёт его только на путь разрушения. Вскоре после этого Е.В.А создала три клона Фантомекса благодаря технологии Белого Неба, но после этих событий Сила Икс была распущена.
Позже, после войны между Мстителями и Людьми Икс, Логан присоединился к Подразделению Единства Мстителей и имел дело с последствиями действий Силы Икс, а в первую очередь с детьми Архангела: Близнецами Апокалипсиса, которые воскресили Дакена как одного из своих всадников, чтобы мучить Логана. Но в конце концов Мстители одержали верх, и близнецы были остановлены раз и навсегда.

### Смерть Росомахи
Вскоре после этого, во время спасательной миссии Щ.И.Т.а, Росомаха был заражён вирусом из Микровселенной, который отключил его исцеляющий фактор. Потеря исцеляющего фактора оказалась шоком для Логана, но Ник Фьюри-младший предупредил его, что этот вирус из Микровселенной всё ещё есть и распространяется по всему миру.
С помощью Хозяина Логан и Щ.И.Т. смогли остановить распространение этого вируса и искоренить его, но, к сожалению Логан остался без своего исцеляющего фактора. После того, как он разобрался с Саблезубым и Рукой, Логан попытался найти способ реактивировать свой фактор, поэтому он отправился к самым умным людям Вселенной Marvel, таким как Мистер Фантастик, но уже ничего нельзя было с этим поделать. В то же время Логан узнал, что за его голову назначена награда.
После столкновения с Ядерной Бомбой Логан отправился в Мадрипур и в Японию, чтобы узнать больше. После встречи с лордом Огуном он обнаружил, что был создан новый проект Оружие Икс. Логан отправился в Неваду, чтобы положить этому конец, и обнаружил, что Абрахам Корнелиус жив и пытается воссоздать оригинальный эксперимент с Оружием Икс. Проблема заключалась в том, что все его подопытные не могли пережить процесс вживления адамантиевого скелета, поскольку у них не было никакого лечебного фактора, поэтому он назначил награду за голову Логана, чтобы поймать и использовать его фактор. Но, обнаружив, что у Логана больше нет исцеляющего фактора, Корнелиус приказал провести свой последний эксперимент над Шарпом, чтобы избавиться от Джеймса, но Росомаха победил его. Затем Корнелиус активировал свои машины на испытуемых, чтобы прикрепить адамантий к их костям. Не видя другого выхода, Логан выпустил свои когти и спас их, разрезав порцию жидкого адамантия до того, как он был введён в испытуемых, но при этом сам адамантий покрыл всё его тело в процессе.
Прежде чем адамантий затвердел, Логан убедился, что подопытные были в безопасности, а затем он пошёл за Корнелиусом и убил его, прежде чем упасть на колени перед закатом, оглядываясь на свою жизнь и умереть от удушья. Люди Икс смогли вернуть адамантиевую оболочку Логана, а Китти постепенно избавилась от неё, после чего Росомаха был похоронен в Канаде в секретном месте.

### Возвращение
Через несколько месяцев после смерти Логана его тело было найдено Персефоной, таинственным лидером преступной организации мутантов Сотейра, которая воскресила его как одного из своих убийц-нежити. Имея под своим контролем оживший труп Логана, Персефона использовала его для совершения убийств и других грязных работ по всему миру. Но каким-то образом исцеляющий фактор Росомахи сработал, и он вернулся к жизни, вырвался из-под контроля Персефоны и убил нескольких солдат Сотейры в процессе. Теперь, контролируя своё тело, но оставшись без каких-либо воспоминаний и с раскалёнными когтями по неизвестным причинам, Логан выследил команду убийц Сотейры во главе с Загреусом.
Через некоторое время Логан прибыл на остров Персефоны и был обманом втянут в борьбу против Людей Икс, но вскоре после этого Росомаха был схвачен Персефоной, которая рассказала ему правду о том, кто такие Люди Икс. Затем она сказала ему следовать за её братом Загреусом на их космическую станцию, где Логан мог бы встретиться с ней и узнать правду о том, как он вернулся к жизни.
На космической станции Персефоны Логан обнаружил, что Сотейра собрала небольшую группу одарённых людей, и что организация намеревалась убить всех остальных на Земле, чтобы воскресить их в качестве дронов под контролем их лидера, чтобы построить идеальное общество. Персефона также рассказала Росомахе, что именно она воскресила его как одного из своих солдат-нежити, и он убивал для неё по всему миру, но каким-то образом исцеляющий фактор вернул его к жизни. Затем Логан решил положить конец её плану. Он уничтожил космическую станцию Персефоны и столкнулся с Загреусом ещё раз, а также восстановил свои воспоминания.
Возвратившись в мир живых, Логан решил вернуться в Особняк Икс, но по дороге он был вызван Фантастической Четвёркой, чтобы помочь им против Эндлингов и Гривера в Конце Всего Сущего. После этого Росомаха был отправлен обратно на Землю и встретился со старой версией себя, прежде чем, наконец, прибыть в особняк и встретиться с Локи.
После помощи Локи, Логан воссоединился с Циклопом, чтобы столкнуться с Национальным управлением по чрезвычайным ситуациям и его лидером генералом Робертом Каллаханом. Позже дуэт воссоединился с остальными Людьми Икс, которые ранее были пойманы в ловушку в реальности Эры Людей Икс, и вместе они смогли победить Каллахана и его армию Стражей раз и навсегда.

### Дом Икс
Вскоре после этого Профессор Икс вернулся и решил использовать Кракоа, чтобы создать новое суверенное мутантное национальное государство. Росомаха и многие другие мутанты жили здесь, а Логана впервые увидели счастливо играющим с детьми-мутантами.
Вскоре после этого профессор Ксавьер послал Саблезубого, Мистик и Жабу украсть данные из Контроля Разрушений, но Крид был задержан Фантастической Четвёркой, в то время как Мистик и Жаба сбежали. Благодаря этим новым данным Ксавьер и Магнето узнали о существовании Кузницы Орхис (космической станции, расположенной недалеко от Солнца), где люди создали новый искусственный интеллект Материнская Плесень и собирались активировать его. Что ещё более важно, Чарльз и Эрик верили, что именно там Нимрод начнёт функционировать. Затем дуэт поручил Циклопу собрать команду, чтобы уничтожить Материнскую Плесень и предотвратить создание Нимрода.
Команда Циклопа состояла из Росомахи, Ночного Змея, Хаска, Покаяния, Джин Грей, Архангела и Мистик. После того, как они прибыли на Кузницу Орхис, разведывательный корабль Ши’ар на котором летели Люди Икс был уничтожен атакой камикадзе капитана Менделя, в результате которой погибли Хаск и Архангел.
Несмотря на потерю своих товарищей по команде и физические травмы, которые они получили в результате этой атаки, Люди Икс решили завершить миссию. Их целью было активировать 4 рычага, чтобы отправить Материнскую Плесень на Солнце. Росомаха, Ночной Змей и Циклоп смогли активировать три рычага, но Мистик не смогла активировать последний и была выброшена в космический вакуум доктором Грегором и Стражем Омеги. Чтобы заставить Людей Икс заплатить за смерть её мужа (капитана Менделя) и, несмотря на протест Стража Омеги, доктор Алия Грегор рано активировала Материнскую Плесень.
До выхода в сеть оставалось всего 30 секунд, и, зная, что другого способа остановить это нет, Курт и Логан пожертвовали своими жизнями, телепортировавшись прямо в космос рядом с солнцем, где находилась Материнская Плесень. Ночной Змей умер мгновенно из-за жары, но Росомаха выжил достаточно долго, чтобы уничтожить последний луч, удерживающий Материнскую Плесень, который отправил их обоих прямо на солнце. Эта победа мутантам досталась дорогой ценой, поскольку остальная часть команды также была убита во время этой атаки, оставив Ксавьера и остальных Людей Икс на Кракоа подавленными.
Вскоре после этого Росомаха и другие мёртвые Люди Икс были воскрешены с помощью странного процесса группой мутантов, известных как «Пятёрка» (Темпус, Протей, Хоуп Саммерс, Эликсир и Голдболс). Для каждого из умерших Людей Икс было создано новое тело, и чтобы завершить процесс, Профессор Икс с помощью Церебро перенёс сохранённые копии разума и сущности умерших мутантов в их новые тела. Этот процесс позволил Пятёрке и профессору Ксавьеру полностью восстановить тела, силы и разумы Росомахи и других Людей Икс такими, какими они были перед тем, как отправиться на миссию в Кузницу Орхис.
Вернувшись на остров Росомаха и другие воскрешённые Люди Икс были объявлены героями Кракоа Штормом и всем мутантным населением. Но два дня спустя профессор Ксавьер решил допустить всех злодеев-мутантов на Кракоа, что вызвало недовольство Росомахи, который подумал, что это ошибка, поскольку некоторых из них невозможно исправить.
После того, как в Организации Объединённых Наций было принято решение о признании Кракоа независимой родиной мутантов, и после изгнания Саблезубого Тихим Советом Кракоа за неподчинение приказам Магнето и убийства нескольких охранников Контроля Разрушений, Росомаха вместе с другими мутантами устроил большую вечеринку, чтобы отпраздновать рождение их новой нации.

### Рассвет Икс
Вскоре Росомаху впервые увидели живущим в Летнем Доме, кракоанском биоме, расположенный рядом с Голубой областью Луны. Летний Дом был домом клана Саммерс и других союзников-мутантов, но также служил оперативной базой.
Росомаха также поддерживал связь с Китти Прайд, узнав, что она не может использовать врата Кракоа для путешествия на остров. Вернувшись туда, Логану было трудно привыкнуть к «меню» Кракоа, но, зная, что Китти собирается отправиться на остров на лодке, он попросил её об одолжении, и с этой целью Росомаха дал Китти список покупок. К счастью, вскоре после этого Китти впервые прибыла на Кракоа и доставила товары, что сделало Логана счастливым.
Позже Росомаха обнаружил, что на Кракоа появилось новое странное существо, которое убивало других на своём пути, поэтому он решил поохотиться на него несколько дней. В какой-то момент во время этой охоты существо напало на Зверя и попыталось убить его, но, к счастью, Росомаха вовремя вмешался, заставив существо убежать и спасти жизнь Зверя. Хэнк попросил Логана не убивать существо, так как он хотел проанализировать его, чтобы понять, почему оно нападёт на них, поскольку Кракоа должен был быть убежищем для мутантов. Затем Росомаха сказал Зверю, что Кракоа больше похож на «Салат Бар», чем на убежище, и вокруг всегда скрывается хищник, готовый полакомиться своей добычей.
Прежде чем возобновить свою охоту, Логан сказал Хэнку, что причина, по которой он не видел приближения этого существа, заключалась в том, что он чувствовал себя защищённым в результате того, что Кракоа заставлял его чувствовать себя в безопасности, а «когда ты безопасности, ты мягкий».
Позже Росомаха смог поймать и убить существо и решил приготовить его и съесть, но пока он наслаждался едой, группа Разбойников смогла обойти охрану Кракоа и высадилась на острове. Затем они убили нескольких мутантов, пока Сейдж, Росомаха, Джин Грей, Чёрный Том Кэссиди и Зверь не обнаружили, что происходит, и быстро бросились на место происшествия, чтобы остановить их. Большинство Разбойников погибло во время этой атаки, но, к сожалению, Росомаха, Джин Грей и Зверь опоздали остановить последнюю. Последний Разбойник выследил Профессора Икс, который пытался его урезонить, но вместо этого тот застрелил Ксавьера.
Услышав выстрел, Росомаха бросился к стрелку и собирался убить его, пока Зверь не сказал ему остановиться, так как Разбойник нужен им живым, чтобы узнать больше о том, что произошло. Затем они с ужасом обнаружили, что Ксавьер был убит выстрелом в голову и лежал мёртвый рядом со своей разрушенной мобильной Церебро.

## Силы и способности
Росомаха — мутант с некоторыми как естественными, так и искусственно созданными изменениями в своей физиологии. Его врождённая способность — исцеляющий фактор, позволяющий восстанавливать повреждённые участки тела намного быстрее, чем обычному человеку. Эта способность облегчила изменения, которым подвергли его организм в рамках программы «Оружие Икс», в ходе которой его скелет был укреплён неразрушимым сплавом адамантия.
В комиксах долгое время считалось, что Росомаха получил когти вместе с адамантиевым скелетом, но во время сюжетной линии «Смертельные влечения» Магнето лишил Росомаху адамантия, открыв правду, неожиданную даже для самого Логана, о костяной природе его когтей.
Описания способности Росомахи к регенерации разнятся. Сначала это показывалось как ускоренное затягивание мелких ран, но со временем авторами была увеличена сила этой способности. Одними писателями регенерация Росомахи была показана способным заживлять тяжёлые ранения в считанные дни или даже часы. Другие же писатели продолжили увеличивать силу этой способности до той отметки, где он мог полностью восстановить всё своё тело практически из ничего. Один из более экстремальных примеров этой способности Росомахи показывает полное восстановление мягких тканей тела за считанные минуты после полного сожжения (оставался только лишь скелет). В «Протоколах Ксавье», серии профилей, созданных Профессором Чарльзом Ксавье, были описаны сильные и слабые стороны Людей Икс, отмечалось, что исцеляющий фактор Росомахи усилился до «невероятного уровня», и что единственный способ убить его — обезглавить.
В дополнение к ускоренному заживлению физических травм исцеляющий фактор Росомахи делает его исключительно устойчивым к болезням, наркотическим веществам и ядам. Однако он, несмотря на это, по-прежнему испытывает немедленное воздействие этих веществ; было показано его отравление спиртными напитками, он также был не раз выведен из строя с помощью наркотиков и ядов. Хотя его тело исцеляется, исцеляющий фактор не подавляет боль, испытываемую им при ранениях. Однако, частое получение тяжёлых травм существенно повысило его болевой порог, что позволяет ему сохранять сознание при получении повреждений, которые вызвали бы у простого человека болевой шок. Также Логан обладает весьма обширными навыками и познаниями в области различных боевых навыков (включая самурайских), а также рукопашного боя, и в некоторых случаях может идти в драку и без когтей.
Исцеляющий фактор Росомахи также влияет на некоторые физические способности, усиливая их до сверхчеловеческих уровней. Джеймс способен поддерживать тело в полном напряжении даже после того, как ему вкололи сильные транквилизаторы. Подвижность и рефлексы Росомахи также усилены до уровней, превышающих предел атлетов. Благодаря постоянной работе исцеляющего фактора он может перенапрягать мускулы без вреда для себя (что в реальности привело бы к сокращению мышечной массы, но данный факт опускается авторами комиксов). Это, в совокупности с прочностью костей, обеспечивает высокий уровень физических способностей. Поскольку присутствие адамантия повышает естественную прочность структуры его костей, он может двигать или поднимать вес, который в противном случае мог бы повредить человеческий скелет. Было показано, как он разрывал стальные цепи, поднимал одной рукой нескольких человек и бросал их через стену, прошибая её, и поднимал над головой Большого медведя (огромное медведеподобное существо), после чего бросал его через комнату.
Мутация Росомахи также состоит из животноподобных способностей, включая выдающиеся клыки и по три выдвигающихся когтя внутри каждого предплечья. В то время, как поначалу они были описаны как бионические имплантаты, созданные программой «Оружие Икс», эти когти вскоре были прописаны как естественная часть его тела. Когти, сделанные не из кератинов, как обычные когти большинства животных, а из особо плотной кости, могут резать большинство металлов, дерево и некоторые виды камней. При этом в руках Логана нет отверстий для продвижения когтей — они при каждом использовании прорезаются прямо сквозь его плоть.
Чувства зрения, слуха и обоняния у Росомахи сверхчеловечески остры. Он видит более чёткую картинку на больших расстояниях, чем обычный человек, даже в почти полной темноте. Его слух также острее человеческого, что позволяет ему слышать высоко- и низкочастотные звуки, а также удалённые от него на большие расстояния. Росомаха способен использовать своё обоняние, чтобы выслеживать цель по запаху, даже если этот запах по естественным причинам ослабевает. Также это чувство позволяет ему отличать мутантов-оборотней, несмотря на принятый ими другой вид.
Благодаря псионическим щитам высокого уровня, установленным Профессором Чарльзом Ксавье, разум Росомахи крайне устойчив к телепатическим атакам и проникновению. Разум Росомахи также обладает тем, что он сам называет «психической шрамовой тканью», из-за столь многих травмирующих событий в его жизни. Это служит своего рода естественной защитой даже против таких сильных телепатов, как Эмма Фрост. Росомаха оказался одним из двух мутантов (второй — Лайла Миллер), чью память Алая Ведьма в День М не смогла изменить.
Весь скелет Росомахи, включая когти, был на молекулярном уровне наполнен адамантием. Благодаря ему его когти могут резать практически любой твёрдый материал. Единственные известные исключения — сам адамантий, магический клинок Мурамасы, способный пробить любой материал, а также на время подавить исцеляющий фактор Росомахи (его местонахождение известно только Логану) и щит Капитана Америки, сделанный из вибраниума, чуть менее прочного, но обладающего свойством поглощать вибрационные волны. Способность Росомахи пробить субстанцию насквозь зависит как от силы, с которой он может надавить, так и от плотности субстанции. Адамантий также делает его удары более увесистыми, что увеличивает его способности к нападению. Но, так как адамантий является металлическим сплавом, это делает Росомаху исключительно уязвимым для электрических и магнетических атак и существенно повышает его вес.

### Навыки и личность
Пребывая в Японии и других странах, Росомаха усиленно занимался боевыми искусствами, что позволило ему в совершенстве овладеть такими боевыми искусствами, как: каратэ, кунг-фу, джиу-джитсу, кэндзюцу, дзюдо, айки-дзюдзюцу, греко-римская борьба, сават, айкидо, вольная борьба, нагинатадзюцу, кендо, ниндзюцу, бокс, кикбоксинг. Он профессионально пользуется большей частью существующего оружия, включая огнестрельное, хотя более расположен к холодному. Он продемонстрировал достаточные боевые способности, чтобы победить таких противников, как Шан-Чи и Капитан Америка, в бою один на один. Он также обладает обширными знаниями о теле и его болевых точках. Помимо прочего, Джеймс — состоявшийся пилот и имеет навыки в области шпионажа и скрытных операций.
Иногда, во время ближнего боя, Росомаха впадает в т. н. «ярость берсерка». В этом состоянии он начинает драться с интенсивностью и агрессией обозлённого животного и становится даже более устойчив к псионической атаке. Хотя он ненавидит это состояние, он признаёт, что оно не раз спасало ему жизнь. Несмотря на то, что для него, как кажется, легко отнять жизнь, ему очень не нравится убивать или впадать в «ярость берсерка». Логан придерживается собственного строгого кодекса чести и морали.
Контрастируя с его грубой природой, Росомаха на самом деле крайне умён. Благодаря увеличенной продолжительности своей жизни, он успел побывать во многих странах мира и накопил огромный объём знаний об иностранных культурах и языках. Он свободно говорит на английском, японском, русском, китайском, шайенском, испанском и арабском языках, а также на языке Лакота. Он также немного знает французский, филиппинский, тайский, вьетнамский, итальянский, корейский, персидский, немецкий и португальский языки, кроме них — языки хинди и телугу. Когда Кузнец обозревает на экране показатели Росомахи во время тренировки в Опасной Комнате, он называет физическое и ментальное состояние Логана «аналогичным выступлению на Олимпиаде достойного золотой медали гимнаста, одновременно в уме выигрывающего в шахматы у четырёх компьютеров».
Росомаха обычно показан как неприветливый одиночка, часто уходящий из команды Людей Икс разбираться со своими личными проблемами. Он часто ведёт себя неуважительно и непокорно по отношению к авторитетным людям, хотя является надёжным союзником и способным лидером. Из прошлой жизни до иксменов сохранился только один друг — Неклеймёный, который неоднократно помогал Логану, но Джеймс часто подозрительно относится к своим бывшим коллегам по военизированным организациям. Росомаха стал наставником и подобной отцу фигурой в жизни нескольких молодых женщин, особенно у Джубили и Китти Прайд, и состоял в романтических отношениях с несколькими женщинами (наиболее известная из которых — Марико Ясида). Также он разделял взаимное, но неудавшееся притяжение между собой и Джин Грей, что привело к стычкам на почве ревности с её парнем (а позднее, мужем) Скоттом Саммерсом.
Хотя он и является опытным бойцом, Росомаха часто замечен влезающим в боевые ситуации, в которых он своевольно позволяет себе понести ранения, которые могли бы навсегда покалечить или убить того, кто не имеет регенерации. В таких ситуациях он рассчитывает, что его исцеляющий фактор и адамантиевый скелет справятся с телесными повреждениями. Он также иногда намеренно ранит себя или позволяет себя ранить, достигая различных целей, например, чтобы освободиться из плена, для устрашения, получения стратегического преимущества или попросту следуя своей дикой природе. Несмотря на обладание почти сверхчеловеческой терпимостью к боли (вызванной частым получением ранений), она ему не нравится, и он иногда пытается избежать ситуации, где чрезвычайная боль неминуема.
Росомаха обладает сверхчеловеческой скоростью, ловкостью и рефлексами, превосходя многих супергероев, но эти способности не идут ни в какое сравнение с теми же способностями Человека-Паука и Сорвиголовы.
Есть двое детей: Дакен и Эриста, а также клон женского пола Лора Кинни (X-23), которую он собирается удочерить. Помимо этого в арке Wolverine’s Revenge четвёртого тома комикса оказалось, что у него имеется ещё целая команда детей под названием «Полукровки»: Ганхок (Уильям Доунинг), Кэннонфут, Сэвфист, Шэдоусталкер и Файркнайвес. Правда, он убил их перед тем, как узнал правду о том, что они — его дети.

## Другие версии

### Ultimate Marvel
Росомаха в этой версии моложе и менее опытен. Он ничего не помнит о своём прошлом. Он прошёл эксперимент «Оружие Икс», где ему ввели адамантий. Адамантий в этой версии не покрывает его сухожилия и мышцы. Обладает исцеляющим фактором (об этом говорит полковник Райт, когда повторно захватывает Росомаху (Люди-X № 3 18 страница)). Джеймс был пойман Оружием Икс, которым командовал мутантофоб полковник Джон Райт. Учёные проекта стёрли Джеймсу память и дали ему имя «Логан».
Во время Ультиматума Росомаха и Циклоп, находившиеся в здании Школы Ксавье, услышали крик профессора. Прибежав к нему, они узнали, что Магнето сместил полюса Земли, и Зверь, Ночной Змей и Ослепительная погибли. Джеймс вместе с оставшимися Людьми Икс отправился в Нью-Йорк и нашёл тело Курта в канализации города. Джеймс отдал Китти шкатулку на случай, если он не вернётся с битвы с Магнето, после чего вместе с оставшимися Людьми Икс и Алтиймейтс отправился в Цитадель Магнето. Магнето направил на Росомаху визор Циклопа и репульсор Железного человека, после чего заставил их выстрелить, после сам же с помощью своей силы магнетизма сорвал с его костей адамантий и Джеймс погиб. Похоронен на месте руин особняка Ксавье. После гибели Росомахи Китти дала шкатулку сыну Логана — Джимми Хадсону, который занял его место. Вышла серия Ultimate Comics Wolverine, сосредоточенная на Джимми Хадсоне, от автора Каллена Банна.
Ныне живёт в основной вселенной Марвел, вместе с Майлзом Моралес и Ридом Ричардсом.

### Old Man Logan
Старик Логан — старомодный Росомаха, из альтернативного будущего. Вселенная, где происходят события Старика Логана обозначена как Земля-807128, где суперзлодеи убили супергероев.
Росомаха живёт со своей семьй на территории Халка.

### Amalgam
Во вселенной Amalgam Comics Росомаха был смешан с Бэтмен из DC Comics, что создало Тёмного Когтя.

### Ultimate Marvel 6160
В новой комиксной Ultimate вселенной, созданной в 2023 году, Россомаха стал аналогом Зимнего солдата . Правители Евразийской Республики, местный Колосс, Ильяна Распутина и Красный Омега, используют его в качестве оружия против мутантской оппозиции, подавляя его с помощью огромного числа медицинских препаратов и даже захваченной Джин Грей. По духу это не сильно отличается от того, как оригинального Логана использовали в программе Оружие Икс. Временами учёные теряют контроль над Росомахой, и он убивает часть персонала.

## Вне комиксов

### Фильмы
Во всех выпущенных фильмах Росомаху играет Хью Джекман.
- В фильме «Люди Икс» Логан, как и в комиксах, не помнит своего прошлого. Он зарабатывает на жизнь боями без правил, используя как преимущество свой адамантовый скелет. После очередного боя он знакомится с Роуг, которая недавно сбежала из дома, испугавшись своих способностей. Вскоре у Логана возникают отцовские чувства к девушке, поэтому он берёт её с собой в дальнейшее путешествие. Затем на них нападает Саблезубый, но их спасают Шторм и Циклоп, посланные Профессором Икс. Оказавшись в Институте Ксавье, Логан понимает, что Профессор может помочь ему восстановить память; также у него возникают чувства к Джин Грей и лёгкая неприязнь к Скотту. К тому же у всех складывается впечатление, что Магнето послал Саблезубого именно за Логаном. Когда Роуг сбегает из-за обмана Мистик, Логан едет за ней, но внезапно появляется Магнето, которому на самом деле была нужна Роуг. Он обезвреживает Логана и забирает девушку. После этого Логан присоединяется к Людям Икс и участвует в битве на Статуе Свободы. В финале Чарльз даёт ему местоположение комплекса на озере Алкалай, куда Логан и отправляется, чтобы вернуть хоть часть памяти. На прощание он оставляет Роуг свои жетоны.
- В «Люди Икс 2» Логан добирается до озера Алкалай, но база оказывается заброшенной. После этого Логан возвращается назад в Институт Ксавье, где его с радостью встречают все, кроме Скотта. Ночью Логан просыпается от очередного кошмара, после чего по-дружески общается с Бобби Дрейком (парнем Роуг), пока школу не атакуют солдаты Уильяма Страйкера. Логан смутно узнаёт его, но всё же убегает с Роуг, Бобби и Джоном Аллердайсом. Сперва они едут к семье Бобби, но его брат Ронни в гневе вызывает полицию, и им приходится бежать. Вскоре к ним присоединяются Магнето и Мистик, решившие объединиться с ними против общего врага. Логан признаётся Джин, что любит её, но она даёт понять, что выбрала Скотта. После этого Росомаха вместе с остальными Людьми Икс, Магнето и Мистик участвует в атаке на комплекс Страйкера, победив Леди Смертельный Удар и вспомнив день своей трансформации. Он оставляет Страйкеру (который вскоре погибает) свой жетон, а затем вместе со всеми оплакивает пожертвовавшую собой Джин. Он сообщает Скотту, что она выбрала его.
- В фильме «Люди Икс: Последняя битва» Логан начал работать в Институте Ксавье как новый учитель. Он пытается помириться со Скоттом, но тот так тоскует по Джин, что не желает его слушать. Когда оказывается, что Джин выжила, Логан радуется, пока Чарльз не сообщает ему, что Джин невероятно сильна, но теперь психические барьеры уничтожены, и в Джин теперь доминирует неуравновешенная личность по имени Феникс. Когда Джин пробуждается и чуть не убивает Логана, он понимает, что она уничтожила Скотта. Он отправляется в лес к логову Братства Мутантов, чтобы вернуть Джин, веря, что она ещё может стать прежней, но Магнето его обнаруживает и прогоняет. Логан возвращается назад, сообщает Шторм и Зверю о планах Магнето атаковать Алькатрас, после чего обновлённая команда Людей Икс под предводительством Росомахи летит на помощь бойцам спецназа. Им удаётся обезвредить Магнето с помощью лекарства от мутации, но внезапно пришедшая в ярость Джин-Феникс начинает всех разрушать. Приняв трудное решение, Росомаха подходит к Джин, преодолевая её телекинез с помощью своей регенерации, и по её же просьбе пронзает её своими когтями, перед этим признавшись ей в любви.
- В фильме-приквеле «Люди Икс: Начало. Росомаха» подробно описывается прошлое Росомахи. Как и в комиксах, его имя — Джеймс Хоулетт, и он родом из Канады, но родился он в начале XIX века, а не в конце. Когда он был маленьким, его отец был убит другом семьи, отцом лучшего друга Джеймса, Виктора Крида. И в этот момент Джеймс случайно впервые в жизни выпускает свои когти. Его охватывает звериная ярость, и он пронзает мистера Крида, пригвоздив его к стене. И тот в последнее мгновение перед смертью признаётся Джеймсу, что является его настоящим отцом. Джеймс вместе с братом, который тоже оказался мутантом, убегает из дома. Даже повзрослев, они никогда не расстаются и вместе участвуют во множестве войн на протяжении двух веков, а потом становятся членами мутантской команды Уильяма Страйкера, который вытащил их с гауптвахты во Вьетнаме. Однако в итоге в Логане начинает просыпаться совесть, и он покидает отряд. Проходит какое-то время, Логан женат на Кайле Сильверфокс и работает дровосеком. Однако ему приходится вернуться в игру, когда Виктор, возненавидевший брата за уход, убивает Кайлу. Тогда Логан соглашается на имплантацию адамантия, который, по версии фильма, является металлом инопланетного происхождения, полученным из метеорита. Логан успешно проходит операцию, но затем слышит, что Страйкер решил стереть ему память, и сбегает. Он понимает, что Виктор и Страйкер заодно, и убийство Кайлы было сделано с целью вовлечь Логана в проект «Оружие Икс». По совету другого бывшего сослуживца, Пузыря, Логан находит Гамбита, который тоже был пленником Страйкера и знает, как к нему попасть. После короткого боя по недоразумению Реми довозит Логана до острова Страйкера, где Логан с ужасом узнаёт, что Кайла жива и тоже является мутантом. Её заставили сымитировать смерть в обмен на жизнь её младшей сестры, но любовь к Логану была вполне реальной. Росомаха прощает Кайлу, и они вместе спасают не только её сестру, но и других юных мутантов (среди которых был Циклоп). Однако затем Логану приходится отвлечься на поединок с Дэдпулом, которого ему помогает одолеть Виктор, хотя их вражду это не прекращает. Логан спешит к раненой Кайле, но появляется Страйкер, который два раза стреляет в череп Логана пулей из адамантия, стерев ему память. Кайла умирает, но перед смертью мстит Страйкеру, велев ему идти, пока не сотрёт ноги в кровь. Проснувшись, Логан ничего о себе не помнит, но вернувшийся Гамбит напоминает ему его прозвище.

Я не стану переживать, когда Росомаху сыграет кто-то другой <…> Кто бы ни заменил меня в роли Росомахи, этот человек не станет звонить мне и спрашивать, как лучше сыграть.
- В приквеле «Люди Икс: Первый Класс» Логан появляется эпизодически. Чарльз Ксавье и Эрик Леншерр приходят к нему, чтобы попросить вступить в команду, но он прогоняет их, даже не посмотрев на них. Этот момент происходит до событий предыдущего фильма.
- В фильме «Росомаха: Бессмертный», который является продолжением основной трилогии, Логан снова выступает главным героем. Сильно раскаиваясь за убийство Джин, он покинул Людей Икс и поселился в глухой канадской провинции, где ведёт жизнь отшельника-алкоголика. Ему не даёт покоя Джин, которую он постоянно видит как галлюцинацию или сон. Однако затем Логана через девушку-бойца Юкио вызывает в Японию миллионер Итиро Ясида, который в молодости был спасён им от атомного взрыва. Он просит Логана отдать ему его способности к регенерации, чтобы излечиться от рака, а заодно и дать Росомахе шанс на нормальную жизнь. Но Логан отказывается, поскольку понимает, что бессмертие — больше проклятие, чем дар. Однако затем судьба сводит Логана с его внучкой Марико, в которую он влюбляется. После смерти Ясиды за Марико начинают охотиться якудза, и Логан начинает её защищать, но во время боя внезапно обнаруживает, что потерял дар регенерации. В итоге оказалось, что в него ввела специальный имплантат Гадюка, что и лишило его способностей. После совместной ночи с Марико Логан её теряет. Он связывается с Юкио, которая помогает ему добраться до лаборатории Ясиды и удалить имплантат Гадюки. Вернув силы, Логан побеждает бойцов Ясиды, после чего в одиночку спешит в лабораторию Ясиды, чтобы спасти Марико. Однако это оказывается ловушкой: Гадюка ловит его и приковывает к креслу, заблокировав его когти. Однако затем Росомахе удаётся выбраться, и он начинает бой с огромным адамантиевым роботом Серебряным Самураем, пока Юкио и Марико сражаются с Гадюкой. И тут оказывается, что Серебряный Самурай — это Ясида, который после знакомства с Логаном оказался одержим его способностями и решил забрать их себе. Он отрубает Логану когти и начинает выкачивать из них костный мозг, возвращая себе молодость. Марико, увидев происходящее, убивает деда отрубленными когтями Росомахи. После победы Логан решает покинуть Японию; Юкио вызывается его сопровождать. 2 года спустя Логан возвращается в Америку, где его внезапно встречают Магнето и воскресший Профессор, которые сообщают ему о готовящемся хаосе.
- В «Люди Икс: Дни минувшего будущего» Логан вызывается отправиться в 1973 год, чтобы изменить будущее и предотвратить создание Стражей. Он приходит к юным Чарльзу и Зверю, чтобы уговорить их помочь ему. Сперва Чарльз категорически отказывается ему помогать (на что Хэнк метафорически замечает: «Тут нет Профессора»), но затем всё же соглашается. Они спасают Эрика и занимаются поисками Мистик, чтобы не дать ей убить Боливара Траска. Они находят её, но она случайно попадает на улицу в своём истинном виде, испугав людей и убедив политиков, что мутанты должны быть уничтожены. Тем более, что Мистик вскоре захотела убить Траска ещё больше, увидев фото погибших друзей, которых Траск убил ради исследований. В процессе погони за ней Логан замечает молодого Страйкера и ненадолго теряет концентрацию, из-за чего его сознание временно возвращается в будущее, ранив адамантиевыми когтями Китти которая помогает ему, вызвав смятение у прошлого себя, но вскоре ему удаётся вернуться назад. На презентации Стражей Росомаха и Зверь становятся на защиту Траска, которого Магнето решил уничтожить с помощью переделанных им Стражей. Он обезвреживает Логана, проткнув его множеством гнутых стальных стержней и бросив в реку, после чего готовится объявить войну человечеству, но Мистик его останавливает. Она уже было нацелилась на Траска, но Чарльзу удалось убедить Рэйвен остановиться, и она уходит, предварительно сняв с Эрика шлем, что позволило Чарльзу взять над ним контроль. После этого прошлое меняется в лучшую сторону, и Логан, проснувшись в обновлённом будущем, видит, что теперь он учитель истории в Институте Ксавье, а все Люди Икс живы, в том числе Скотт и Джин. В последних кадрах показано, что Логана в прошлом достала из воды Мистик, принявшая облик Страйкера.
- В фильме «Люди Икс: Апокалипсис» у Росомахи эпизодическое появление в сцене побега из лаборатории «Оружие Икс», однако здесь оно наиболее близко к оригинальным комиксам. Росомаха после операции по напылению адамантия по программе «Оружие Икс», которая предполагала его превращение в живую машину для убийств путём гипнотерапии, промывки мозгов и накачивания психотропными средствами, содержится под замком на базе Страйкера на озере Алкалай. В результате проведённых над ним экспериментов Логан лишился своей памяти и превратился в подобие животного. Прибывшие на базу в поисках похищенных друзей Джин Грей, Циклоп и Ночной змей освобождают его из адамантиевой камеры, и Логан с яростью дикого зверя начинает убивать личный состав базы, встретившийся ему на пути. Прежде чем он убежал с базы в лес, Джин успела сканировать его мозг и освободить некое воспоминание Логана.
- В третьем сольном фильме «Логан» (2017) Хью Джекман сыграл своего персонажа в последний раз[269]. В основу фильма положена серия комиксов Old Man Logan[270]. 2029 год. Мутанты почти вымерли. Постаревший из-за ослабления исцеляющего фактора и страдающий от отравления адамантием Логан работает водителем лимузина, поставляет лекарство страдающему от деменции профессору Ксавье и мечтает накопить денег на яхту и прожить остаток жизни в открытом море. Неожиданно обнаруживается новый мутант: девочка по имени Лора, со способностями, как у Росомахи. Логан, профессор Ксавье и Лора отправляются в Северную Дакоту, чтобы найти других выживших детей-мутантов и переправить их через канадскую границу. Ксавье, а к концу фильма и сам Логан погибают от рук Икс-24 — совершенного клона Росомахи. После его похорон Лора, которую он признал как свою дочь, ставит крест на его могиле в виде буквы X. На момент смерти Логану было 197 лет.
- В фильме «Дэдпул 2» в сцене после титров Уэйд отправляется в прошлое, чтобы убить свою версию из фильма «Люди Икс: Начало. Росомаха», и встречает Логана.
- Хью Джекман снова сыграет Росомаху в фильме «Дэдпул и Росомаха». В этом фильме Хью Джекмана сыграет альтернативную версию Росомахи, также это первое его появление в классическом костюме из комиксов, а Генри Кавилл сыграл в камео одного из вариантов Логана.

### Мультфильмы
- «Человек-паук и его удивительные друзья» (1981—1983). Появляется с другими Людьми Икс в серии «Рождение Огненной Звезды», где его озвучил Нейл Росс.
- «Прайд из Людей Икс» (1989). В этом мультфильме его также озвучил Нейл Росс.
- «Люди Икс» (1992—1997). Росомаху озвучил Кезел Джей Додд, который также озвучил его в мультсериале «Человек-паук». Здесь он является одним из главных героев, появляется в большинстве серий, принимает активное участие в жизни команды. Также показаны и несколько эпизодов из его прошлого.
- «Люди Икс: Эволюция» (2000—2003). В этом мультсериале Росомаха — человек, чьё прошлое покрыто тайной. Ведёт курс боевой подготовки для подростков из Людей Икс и создаёт конфликт между своим младшим товарищем по команде. В этом мультсериале его озвучивает Скотт МакНил. В этой версии он не влюблён в Джин Грей, так как она вообще ещё школьница. В этой версии Росомаха, наряду со Шторм и Зверем, является старым другом Ксавье и принимает роль суррогатного отца учеников, как и сам Ксавье. Он спасает всех Людей Икс, когда сталкивается с X-23, его клоном, которая выходит на свободу в 3-м сезоне. Ещё он стал связан с Магнето, спасая его в детстве из концентрационного лагеря (Магнето по национальности еврей) во Второй Мировой Войне, хоть и является его заклятым врагом. Магнето отказывается от возможности убить Росомаху, Роуг и Ночного Змея в серии «Операция Возрождение» из-за чувства долга. В первых двух сезонах он носит оранжевый классический костюм. В третьем надевает костюм, который очень похож на костюм из серии «ULTIMATE».
- «Росомаха и Люди Икс» (2008). Здесь Росомаха стал лидером Людей Икс после того, как Профессор Икс впал в кому.
- «Халк против Росомахи» (2009). Росомаха был послан остановить Халка, но в итоге их обоих захватило Оружие Икс.
- Анимированные комиксы «Удивительные Люди Икс», «Чёрная пантера», «Женщина-паук: агент В. О. И. Н.а», «Росомаха», «Росомаха против Халка», «Росомаха против Саблезубого», «Росомаха. Оружие Икс: Завтра умрёт сегодня» (под общим названием «Рыцари Марвел[англ.]»).
- «Мстители: Могучие герои Земли» (2010—2012). В этом мультсериале показан Джеймс Хоулетт (будущий Росомаха), воюющий во Второй мировой войне вместе с Капитаном Америкой и Воющей Коммандой. Во втором сезоне Росомаха объединяется с Человеком-пауком, Воителем, Существом, Люком Кейджем и Железным кулаком в команду Новые Мстители для битвы с Кангом-Завоевателем в то время, как Мстители, по вине злодея, временно бездействовали. В финальной сцене Росомаха с другими героями сражался против Галактуса и его герольдов.
- «Marvel Anime» (2011). Росомаха, озвученный Рикией Коямой, — единственный персонаж, который появился во всех аниме, созданных по комиксам Marvel (в двух — как основной герой, ещё в двух — в камео).
- Появляется в нескольких эпизодах мультсериала «Совершенный Человек-паук».
- В мультсериале «Халк и агенты У.Д.А.Р.» появляется в одной серии, где вместе с агентами охотится на монстра-Вендиго.
- В мультсериале «ЛЕГО Марвел супергерои: Максимальная перезагрузка[англ.]» на протяжении первого сезона Росомаха появляется в нескольких сериях.
- В нескольких эпизодах аниме «Мстители: Дисковые войны[англ.]», где его озвучивает Кэндзи Номура.

### Видеоигры

#### Главный персонаж
- Wolverine: Adamantium Rage (1994) для игровых платформ Sega Mega Drive/Genesis и SNES.
- X-Men: Wolverine’s Rage (2001) для игровой платформы Game Boy Color.
- X2: Wolverine’s Revenge (2003).
- X-Men Origins: Wolverine (2009).
- флэш-игра Wolverine Search & Destroy (рус. Росомаха: Найти и уничтожить).
- Станет главным героем видеоигры «Marvel’s Wolverine» от компании Insomniac Games.

#### Один из персонажей
- X-Men (1993) и X-Men 2: Clone Wars (1995) для игровой платформы Sega Mega Drive/Genesis.
- X-Men: The Ravages of Apocalypse.
- X-Men Legends и X-Men Legends II: Rise of Apocalypse.
- Marvel: Ultimate Alliance, а также эксклюзивный играбельный персонаж в Marvel: Ultimate Alliance 2 для Nintendo DS.
- Один из трёх главных героев «X-Men: The Official Game», наравне с Человеком-Льдом и Ночным Змеем.
- MMORPG Marvel Heroes.
- Lego Marvel Super Heroes.
- X-Men: Destiny
- Один из доступных для выбора бойцов в игре X-Men: Children of the Atom[англ.].
- Один из доступных для выбора бойцов в играх X-Men: Mutant Academy и X-Men: Mutant Academy 2.
- Один из доступных для выбора бойцов в игре Marvel vs. Capcom 3: Fate of Two Worlds.
- Один из доступных для выбора бойцов в игре Marvel: Future Fight.
- Один из доступных персонажей в игре Marvel: Contest of Champions.
- Карта «Росомаха» и её вариации доступна в Marvel Snap.

#### Прочие
- Фигурирует в играх про Человека-Паука: Ultimate Spider-Man и Spider-Man: Web of Shadows.
- Появился в игре Deadpool.
- Появляется как игровой персонаж в игре для Nintendo Switch Marvel Ultimate Alliance 3: The Black Order.
- Является одним из боссов в Fortnite: Batlle Royale.

## Критика и отзывы
- В мае 2008 года Росомаха занял первое место в списке «200 лучших персонажей комиксов всех времён» по версии журнала «Wizard»[271].
- В июле 2008 года персонаж занял четвёртое место в списке «50 лучших персонажей комиксов» по версии журнала «Empire», уступив Супермену, Бэтмену и Джону Константину[272][273].
- Персонаж занял второе место в списке «Доска почёта. Бессмертные» журнала «Мир фантастики», уступив Дункану Маклауду из телесериала «Горец»[274].
- Занял 21-е место в списке «Сто лучших вымышленных персонажей всех времён» по версии сайта Fandomania.com[275].
- В мае 2011 года занял четвёртое место в списке Сто лучших персонажей комиксов всех времён по версии IGN, уступив Супермену, Бэтмену и Человеку-пауку[276].
- Получил восьмое место в списке лучших бессмертных персонажей по версии сайта UGO.com[277].
- Занял первое место в топе «10 самых брутальных антигероев» по версии журнала «Мир фантастики»[278].
- В июле 2015 года персонаж занял 63-е место в списке «100 величайших персонажей фильмов» по версии журнала «Empire»[279].